# Liste des véhicules Van Hool
Cet article décrit tous les véhicules vendus sous la marque britannique déposée Van Hool.

## Comprendre la désignation
- A ou NewA = Autobus.
- G = Geleed (articulé).
- Le chiffre =
  - la hauteur du plancher, en millimètres (jusqu'à 2023) ;
  - la longueur, en mètre (depuis 2023).

## Production

### Modèles actuels
Cette liste comprend tous les véhicules de la marque en production. La société a déposé le bilan en avril 2024 ; VDL Groep, Hess et GRW, partenaire de Schmitz Cargobull honoreront les commandes en cours.

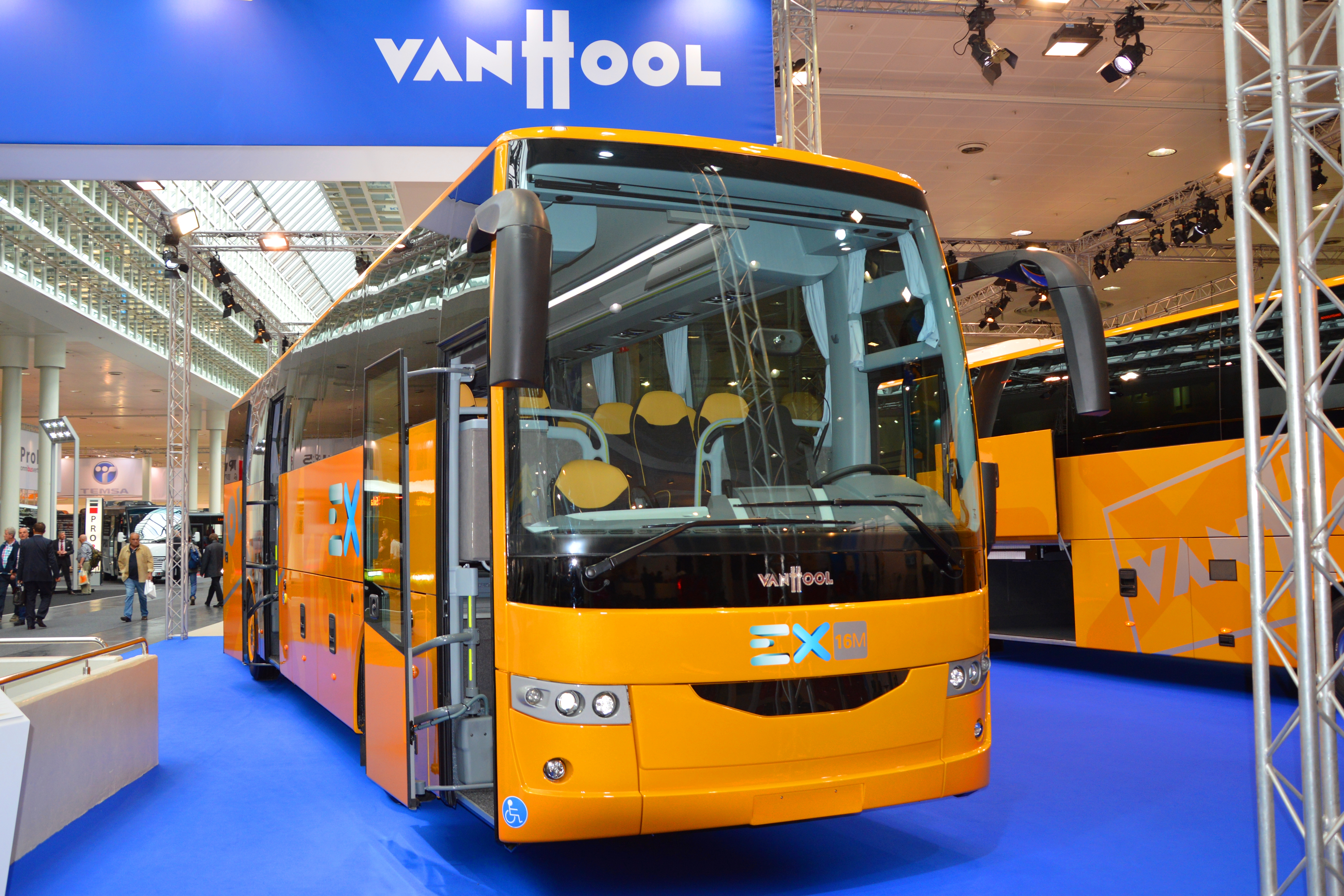
EX
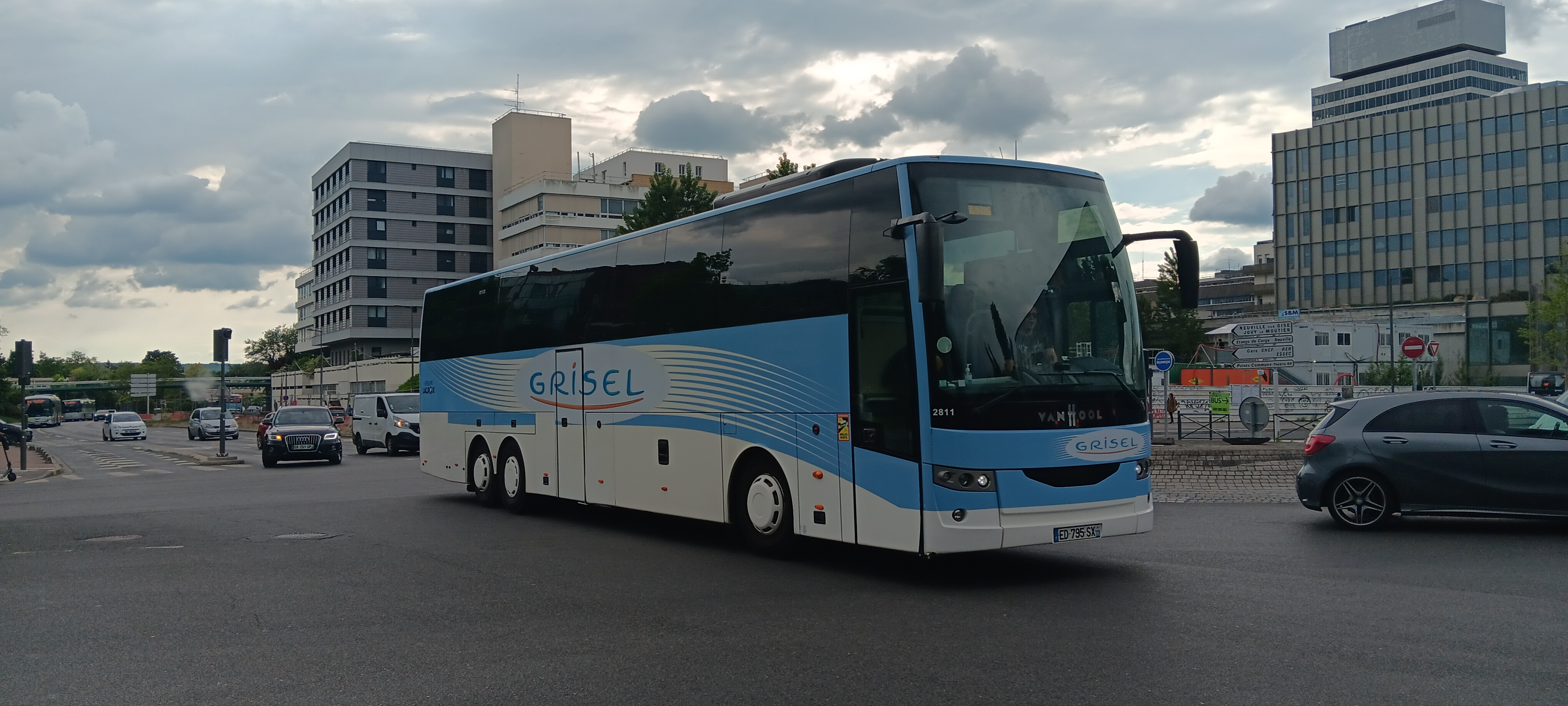
EX 17 H

| Modèle    | Années | Notes | Images |
| ExquiCity | 2011 - | Autobus hybride et trolley, articulé et bi-articulé, 4 portes. N'a aucun prédécesseur et ne sera pas remplacé.               |        |
| Série A   | 2023 - | Autobus électrique et trolley de trois longueurs (12, 18 et 24 m). Précède les séries NewA et NewAG et ne sera pas remplacé. |        |

#### Anciennes gamme T8 & T9

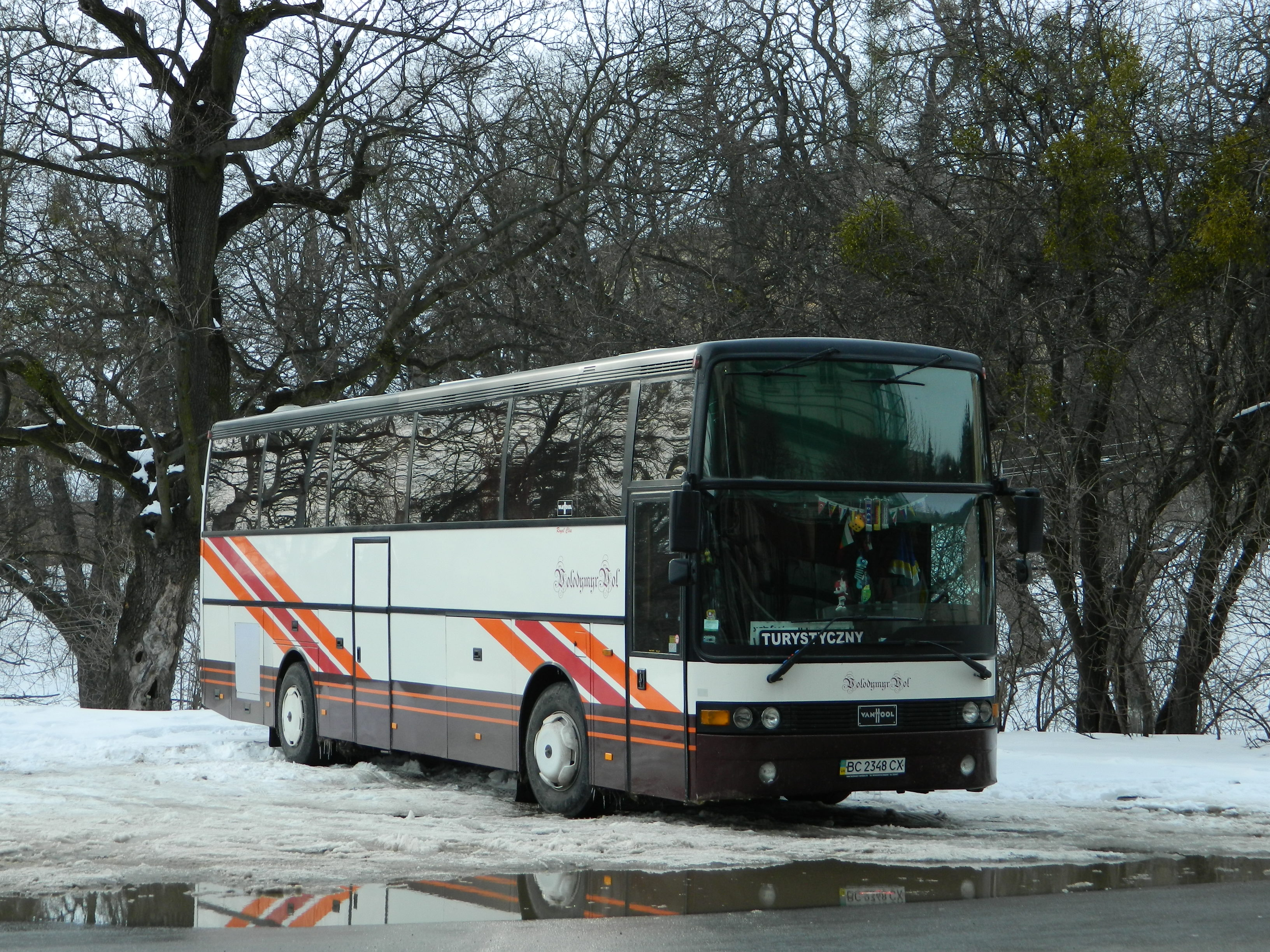
Van Hool T815 Acron

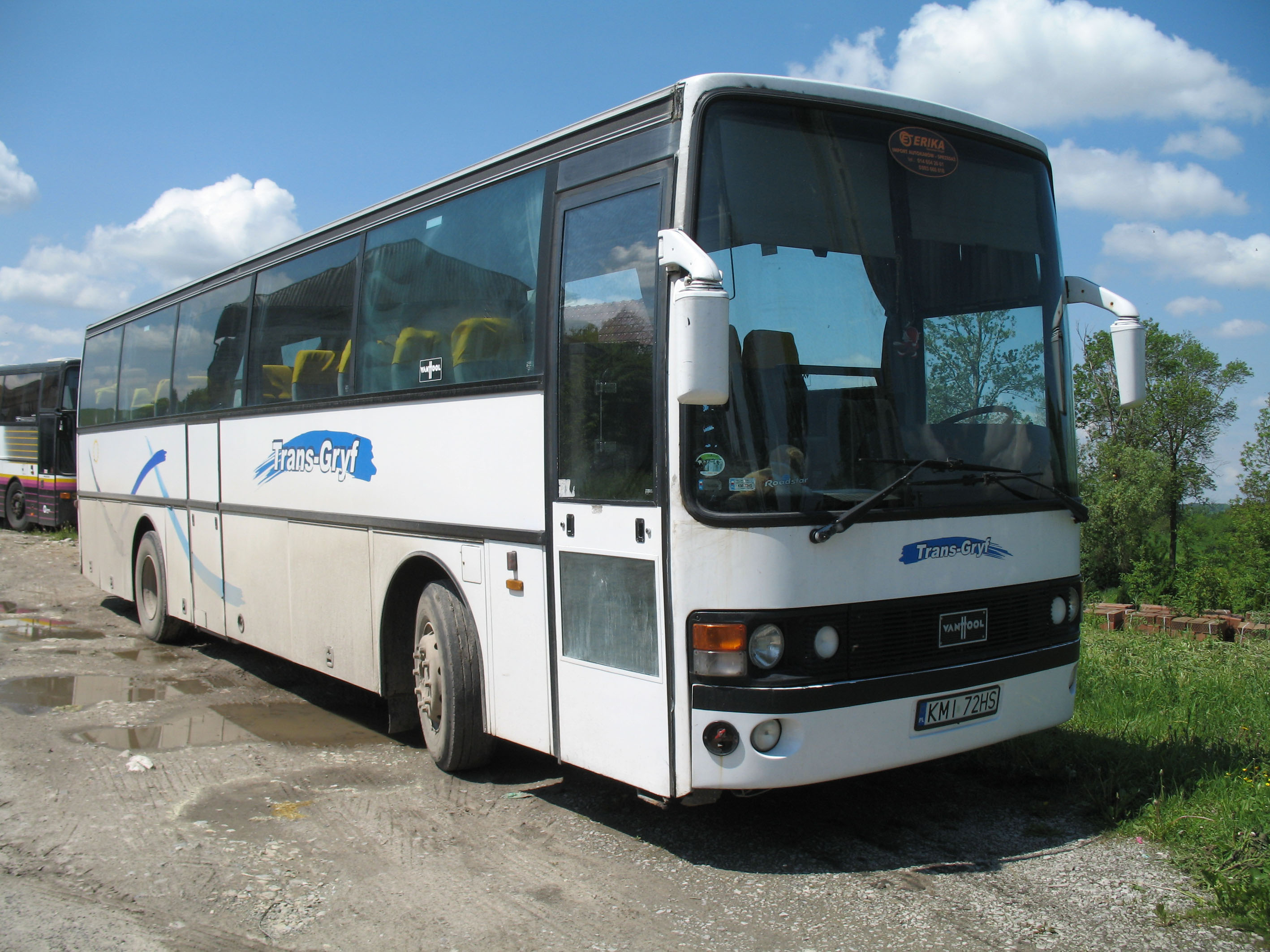
Van Hool T815 Alicron

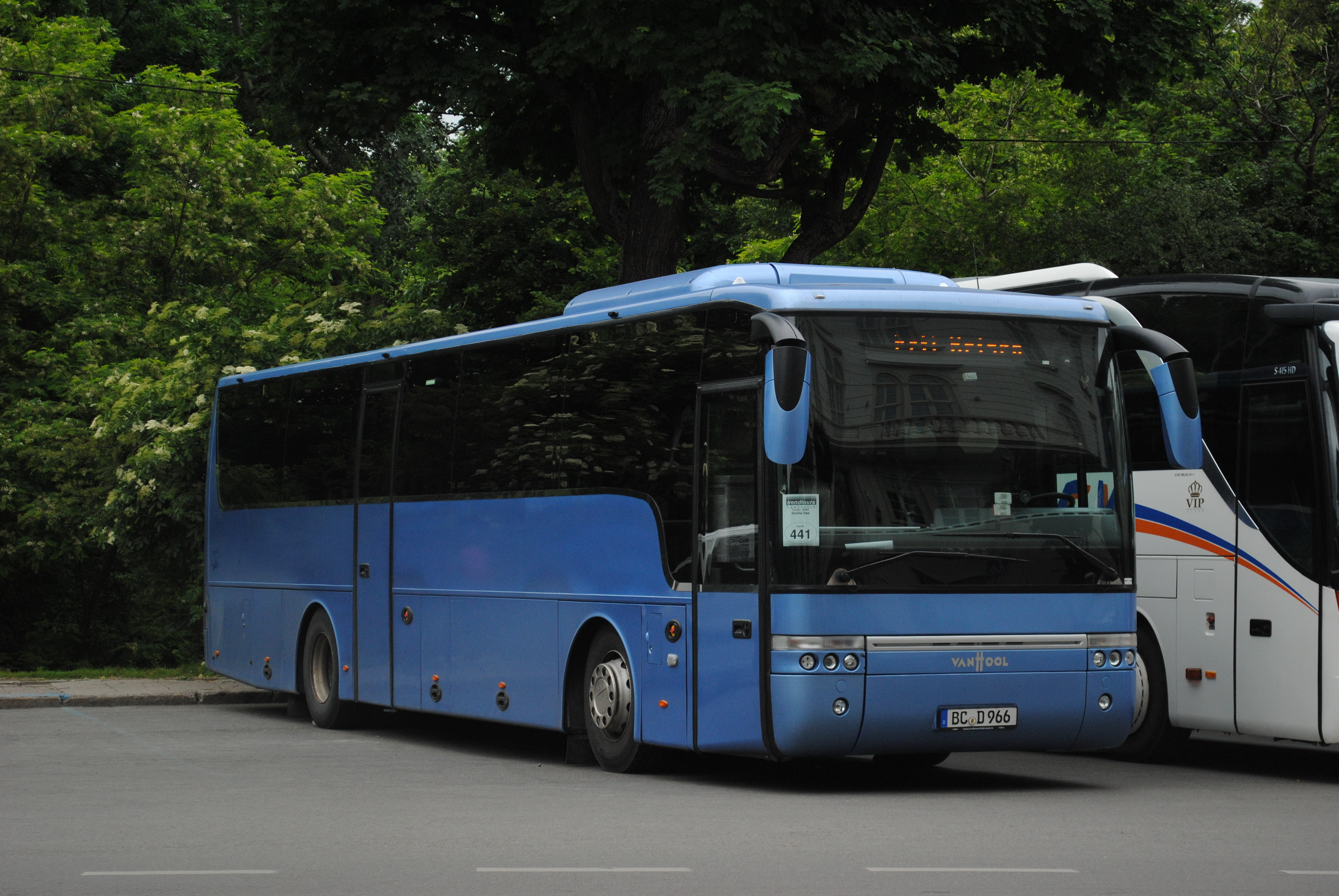
Van Hool T915 Atlino

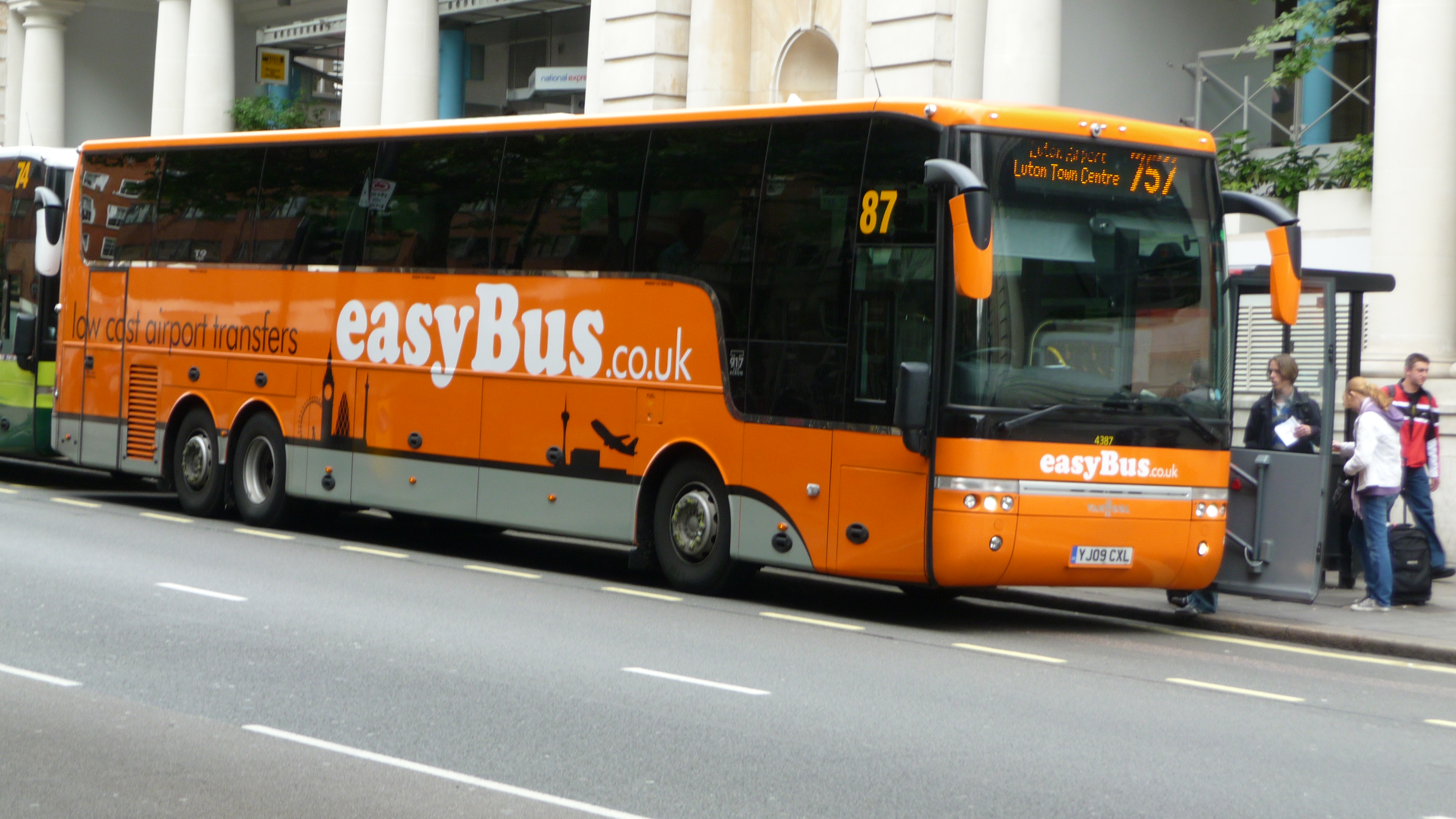
Van Hool T917 Acron

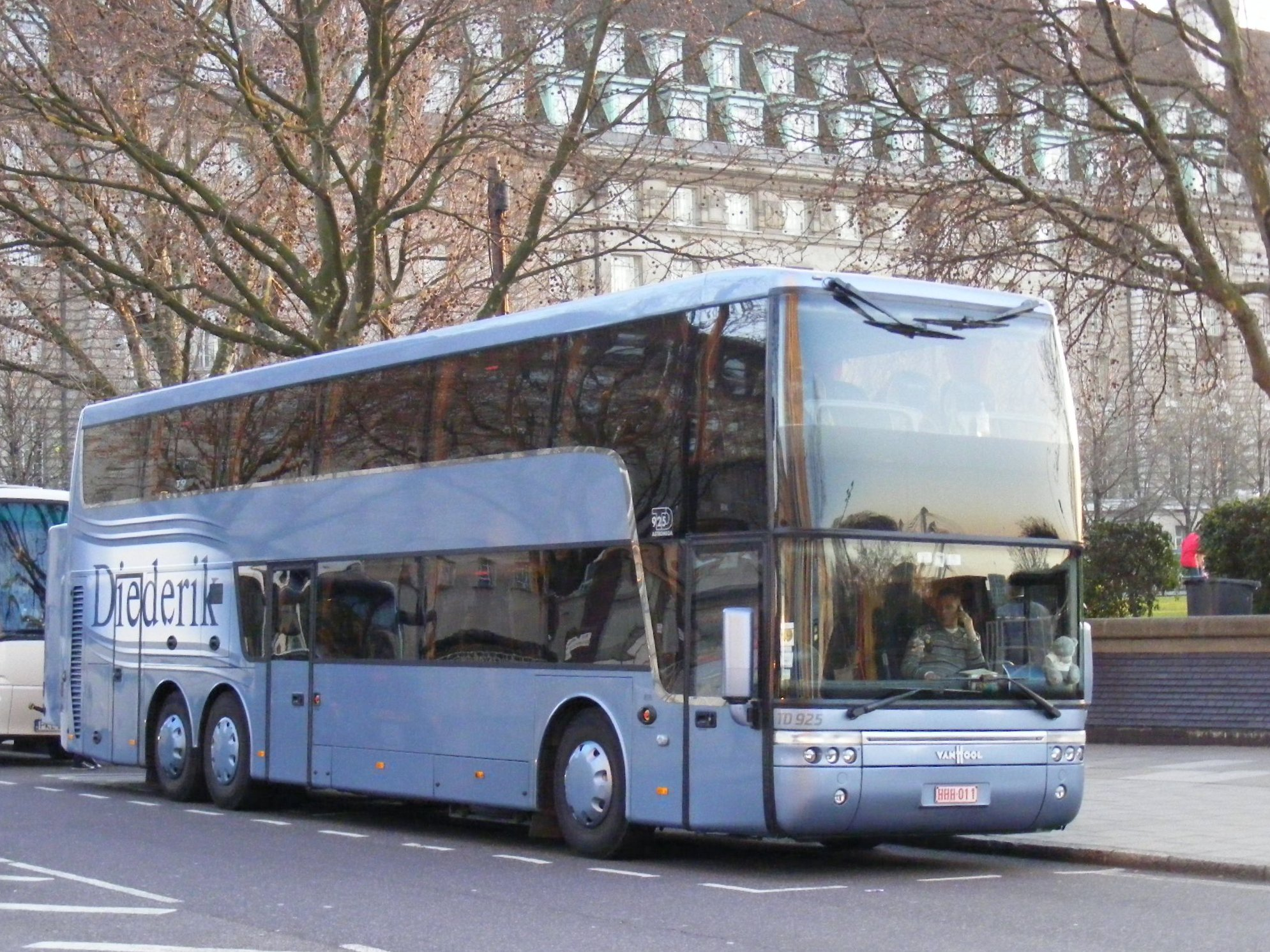
Van Hool TD925 Astromega

### Modèles anciens
Cette liste comprend tous les autobus plus commercialisés de la marque.

#### Véhicules récents plus commercialisé (après 2000)
En 2002, Van Hool a introduit la série NewA, en remplacement de la série A. Il a comporté un nouveau design à la carrosserie et de nombreuses autres améliorations. Une famille complète a été développée, avec des longueurs et des configurations différentes.
- NewA308 : midibus 2 portes avec moteur au centre - succède à l'A308 et indirectement à l'A508- sortie depuis 2002.
- NewA309 : midibus long 2 portes avec moteur à l'arrière - succède à l'A309 - sortie depuis 2002.
  - NewA300 K : version nord-américaine du NewA309 européen - sortie depuis ?.
- Van Hool NewA300 : autobus standard 3 portes avec moteur au centre - souvent en version hybride - succède à l'A300 et remplacé par les NewA330 - sorti en 2004, production arrêtée vers 2010[réf. nécessaire].
- Van Hool NewA320 : autobus standard 2 portes avec moteur à l'arrière - succède à l'A320 et indirectement a l'A300. Il sera remplacé par les NewA330 et NewA360. - sorti en 2002, production arrêtée en 2006.
- NewA330 : autobus standard 2/3 portes avec moteur à l'arrière - succède à l'A330 - sortie depuis 2002.
  - NewA300 L : version nord-américaine du NewA330 européen - sortie depuis ?.
- NewA360 : autobus standard 2 portes avec moteur à l'arrière - succède au l'A360 et indirectement aux NewA320 et NewA600 - sortie depuis 2002.
- Van Hool NewA600 : autobus standard 2 portes avec moteur à l'arrière et plancher haut - succède aux A500 et A600. Il sera remplacé par le NewA360. - sorti en 2002, production arrêtée en 2004.
- NewAG300 : autobus articulé 3/4 portes avec moteur au centre - succède à l'AG300 - sortie depuis 2002.
  - Van Hool NewAG300 USA : version nord-américaine du NewAG300 européen - sortie depuis ?.
- NewAGG300 : autobus bi-articulé 4/5 portes avec moteur au centre - succède à l'AGG300 - sortie depuis 2002.

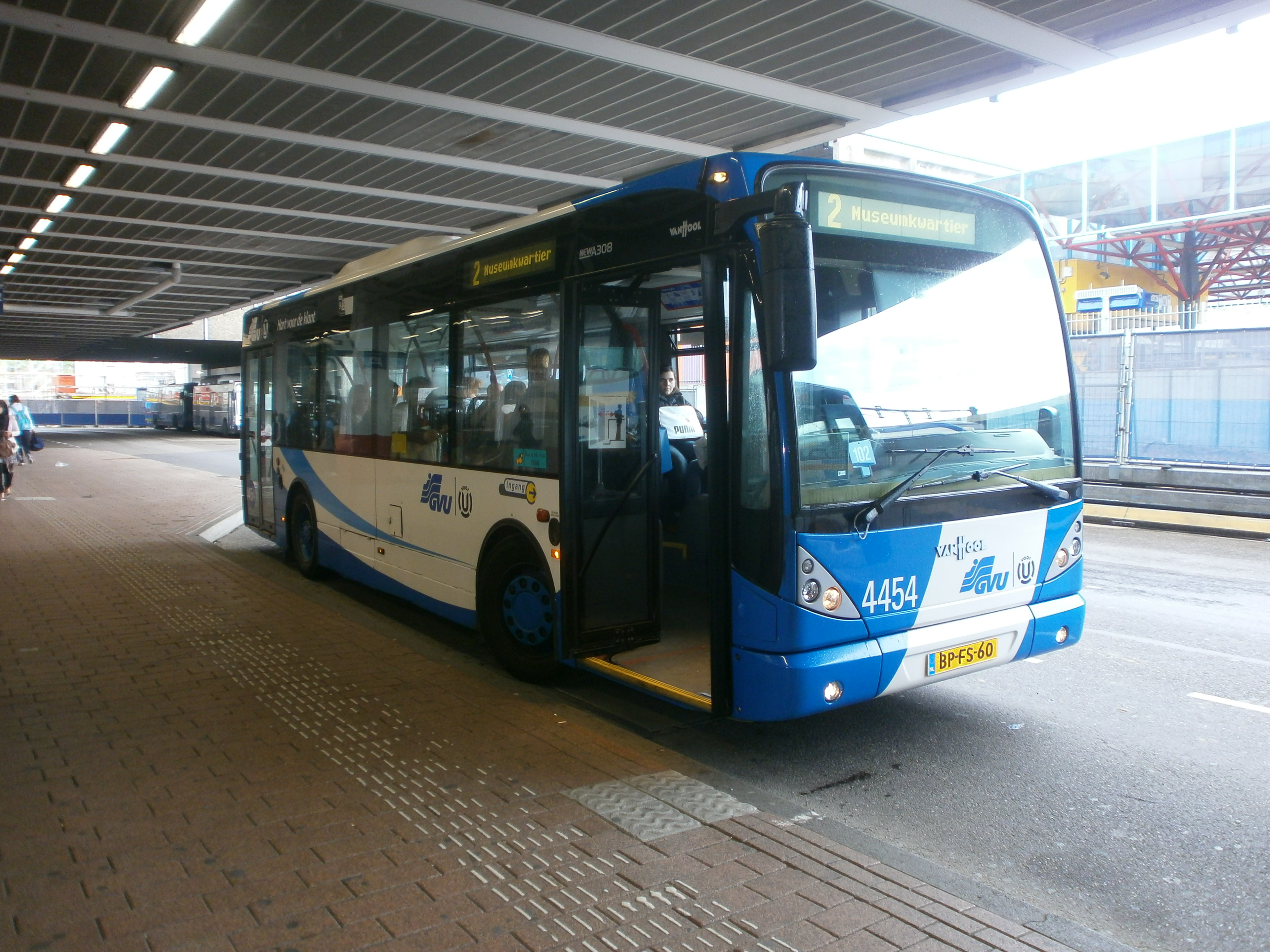
NewA308
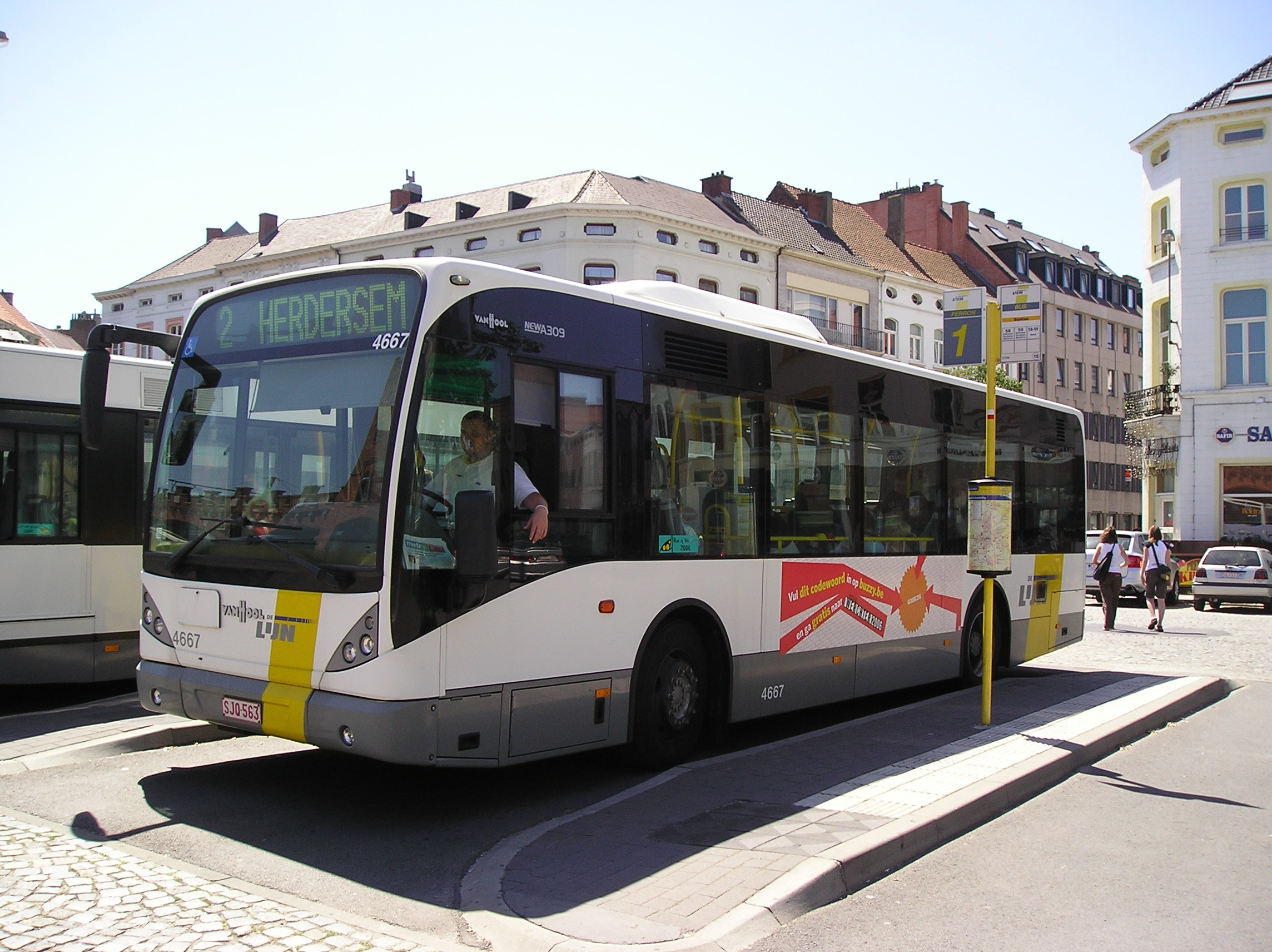
NewA309
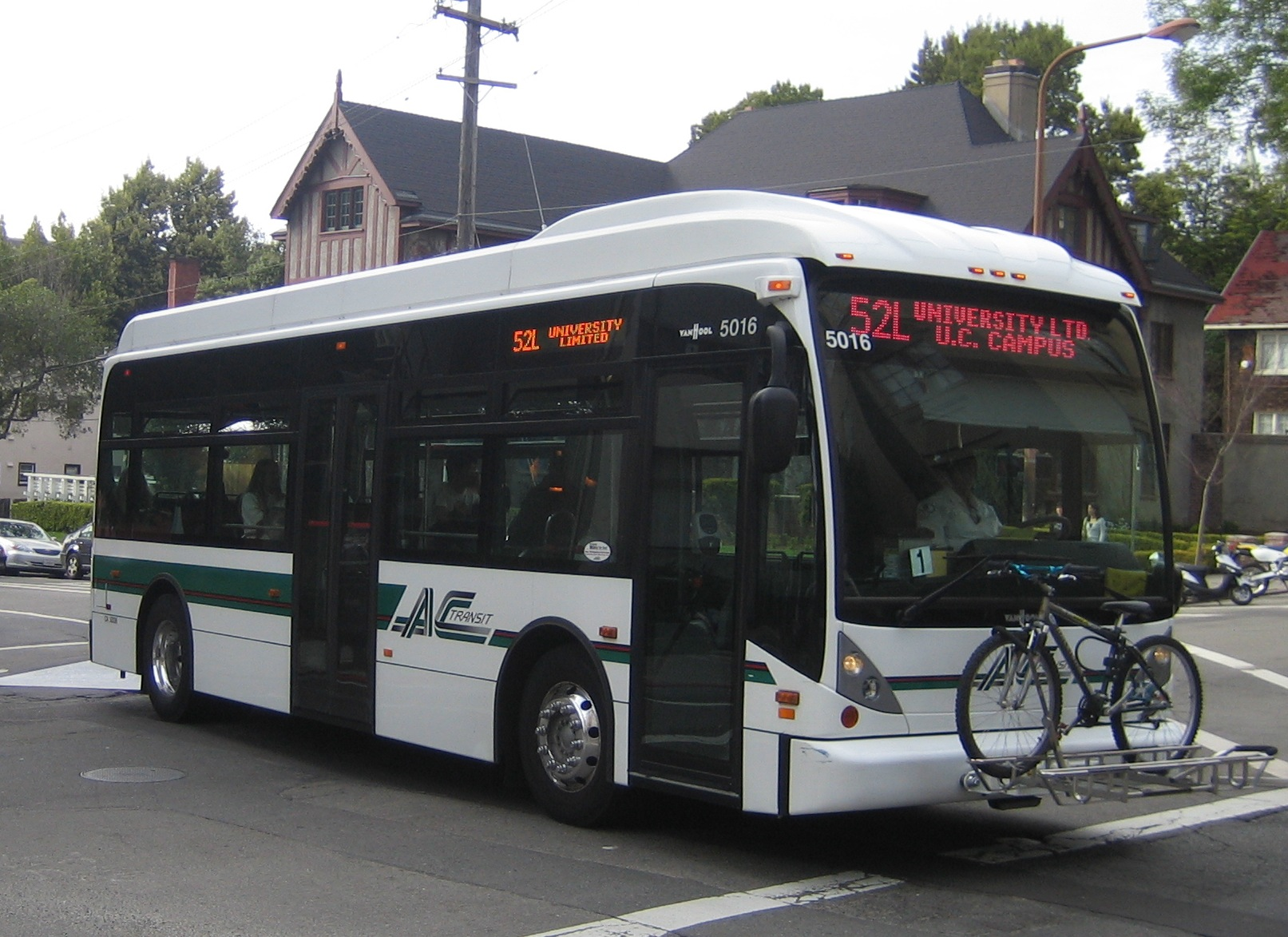
NewA300 K
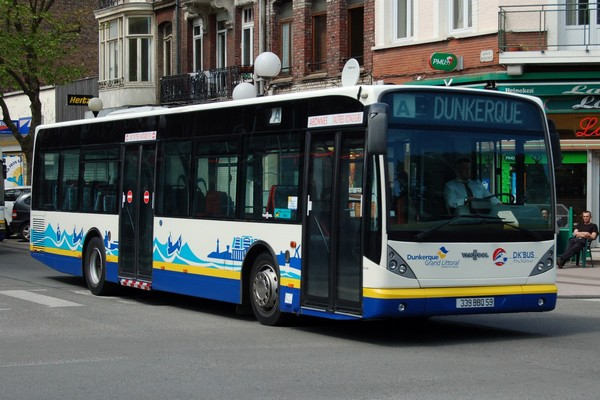
NewA320
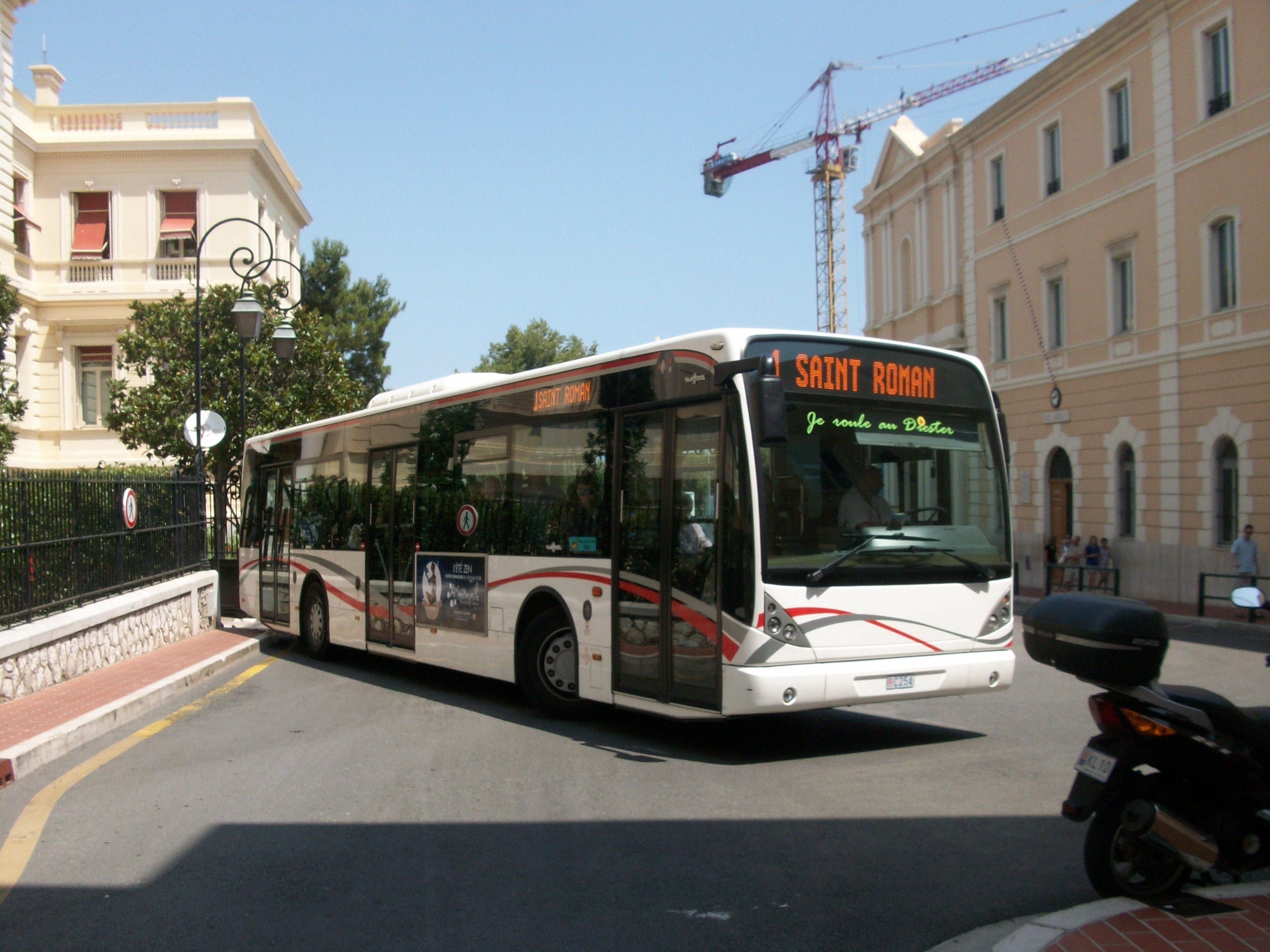
NewA330
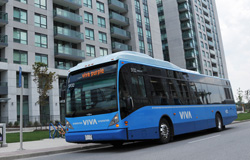
NewA300 L
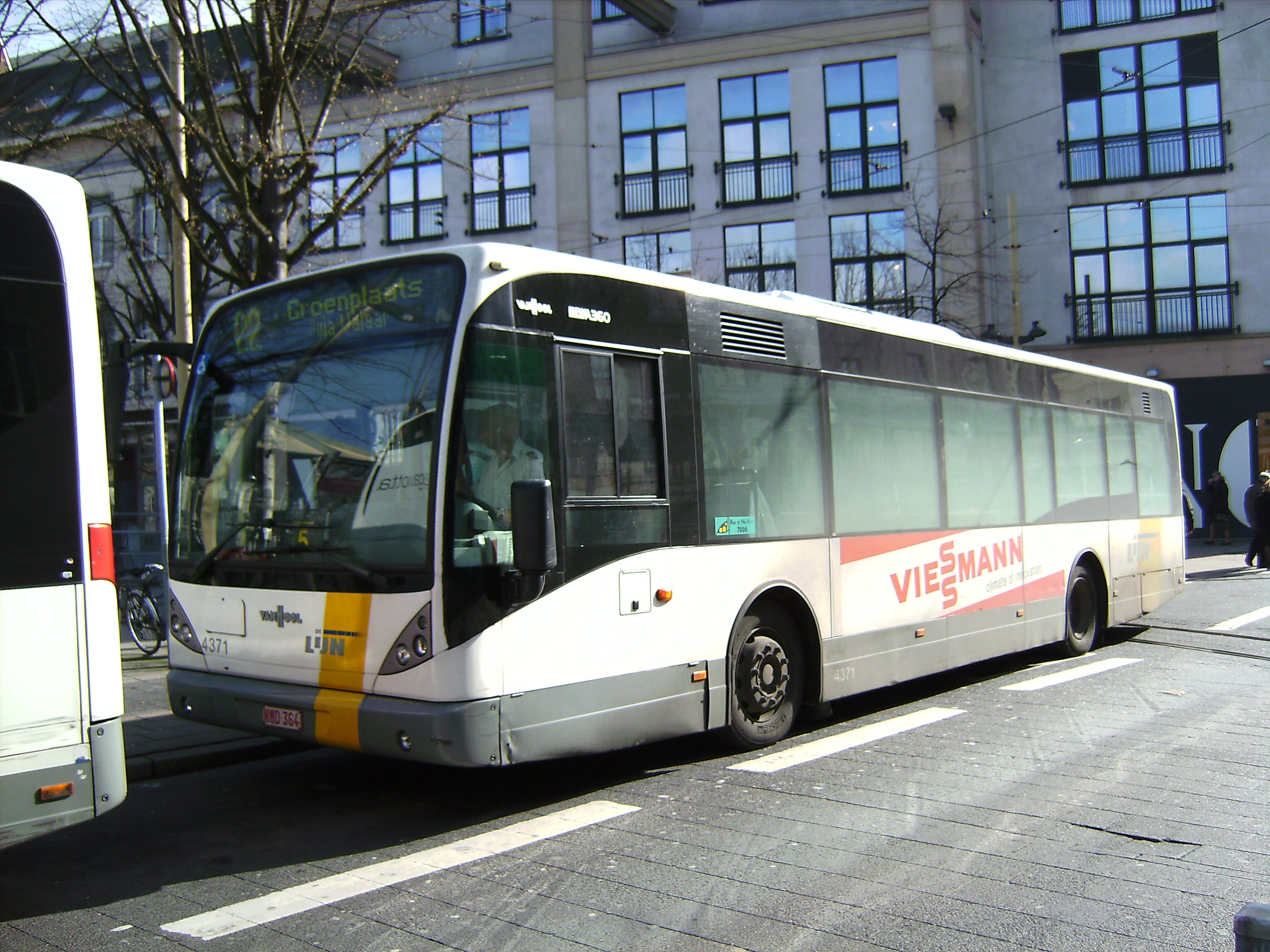
NewA360
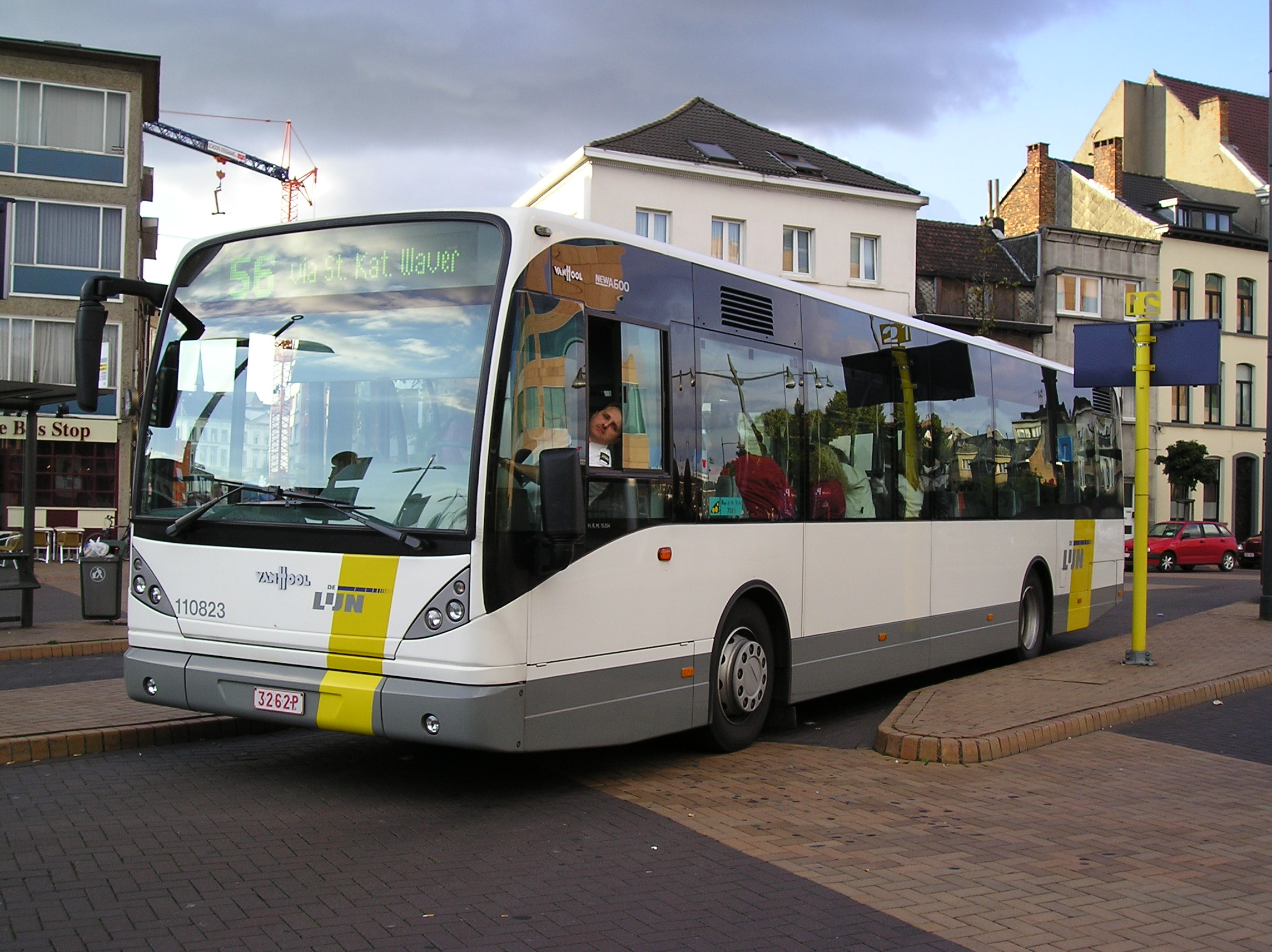
NewA600
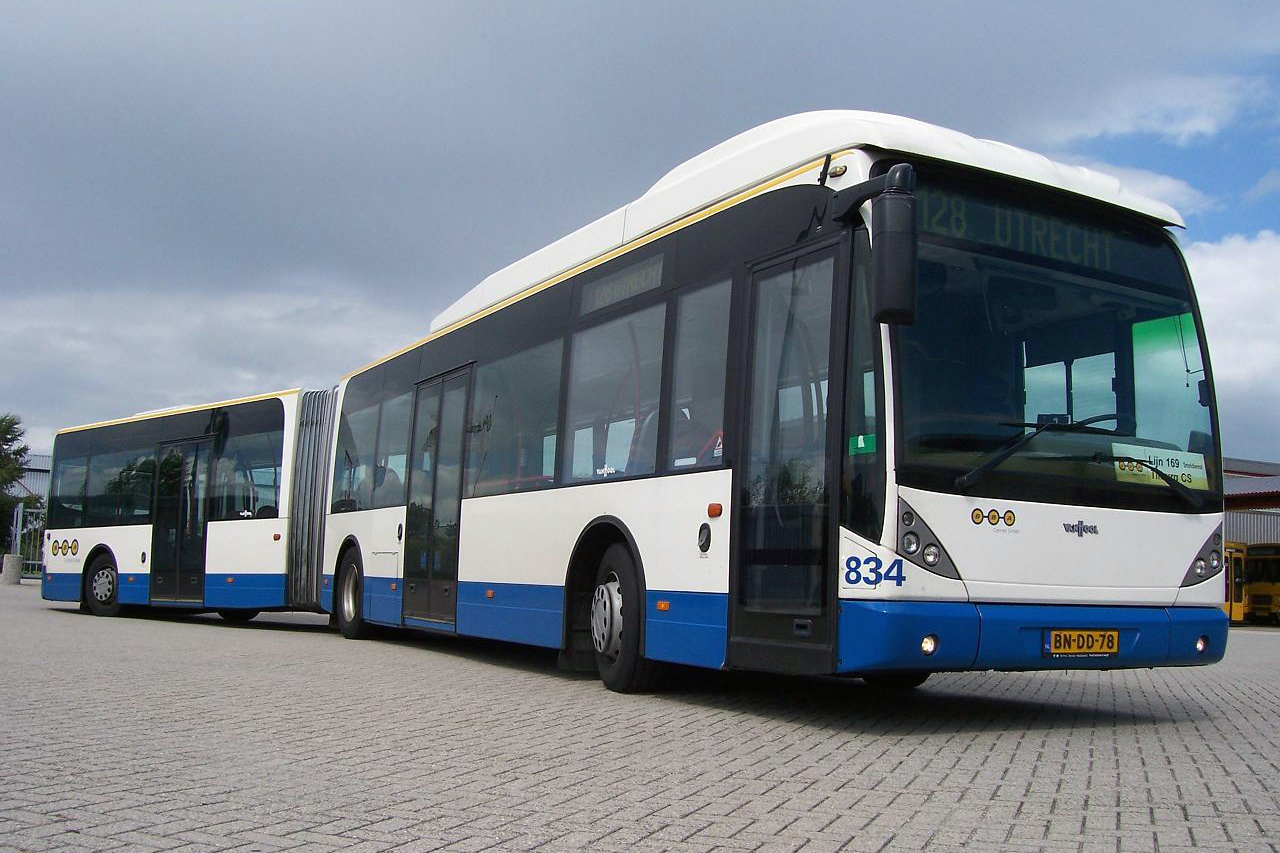
NewAG300
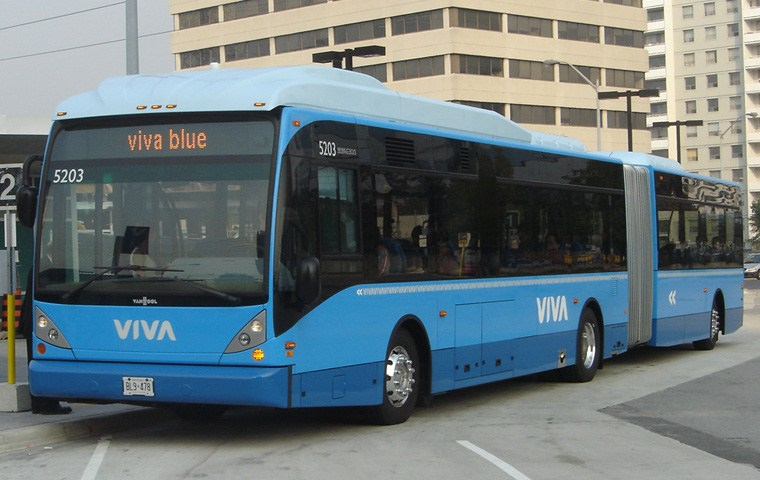
NewAG300 USA
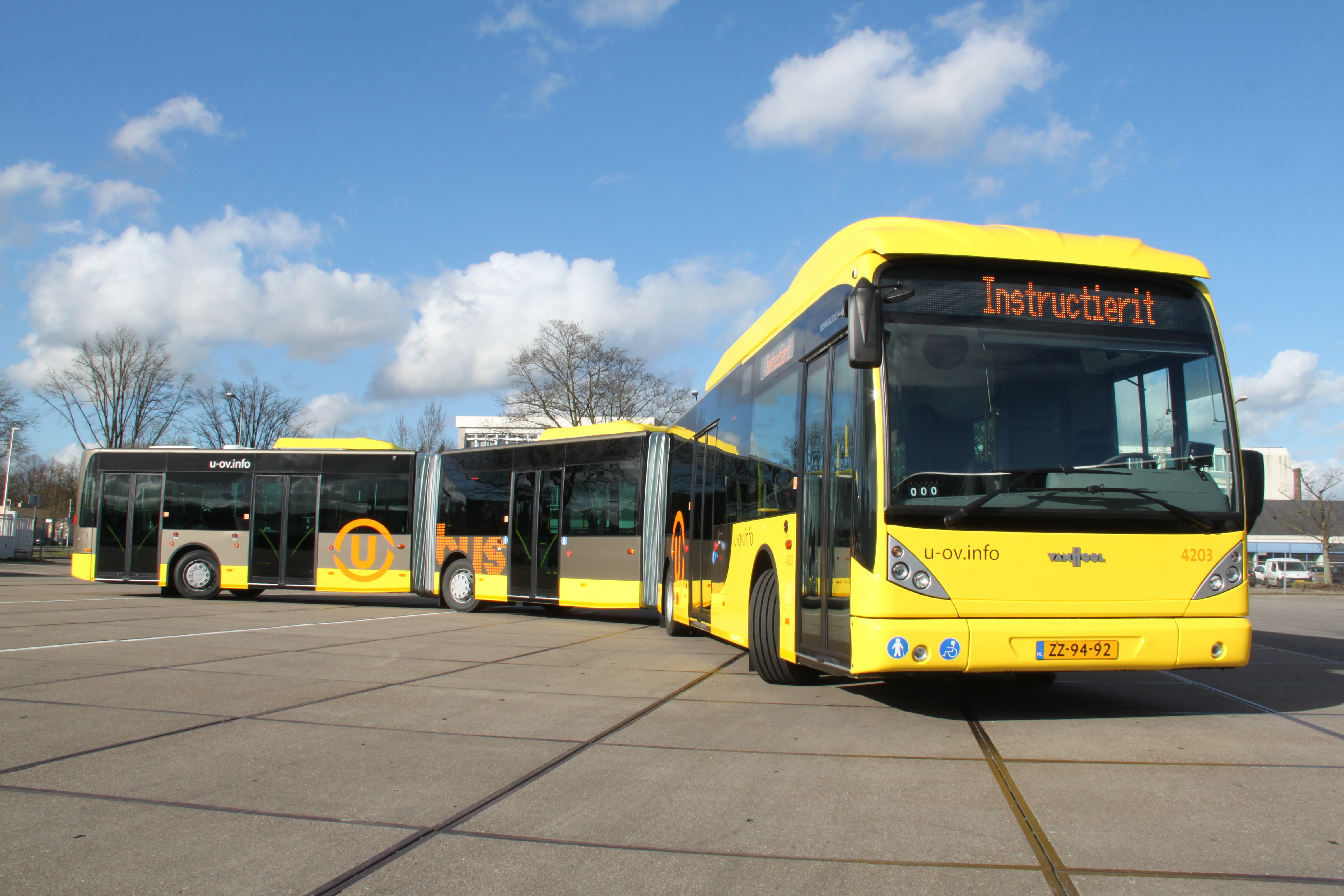
NewAGG300

#### Véhicules contemporains (après 1990)
- Van Hool A507 : midibus 2 portes avec moteur au centre - il n'aura aucun prédécesseur ni successeur - sortie en 1990 et arrêté en 1996.
- Van Hool A508 : midibus 2 portes avec moteur au centre, il aura 3 versions différentes - succède à l'AM500 et l'AU138 puis sera suivi par l'A308 ou l'A508/F - sortie en 1990 et arrêté en 2001.
  - Van Hool A508/F : dérivé de l'A508 (partie mécanique) et de l'A308 (carrosserie) - remplacé indirectement par le NewA308.
- Van Hool A308/A309 : midibus 2 portes avec moteur au centre - succède puis seront suivis par le NewA308 et le NewA309 - sorties en 1993 et arrêtés en 2001.
- Van Hool A310 : véhicule prototype unique de taille moyenne, entre l'A308 et l'A300 - il n'aura aucun prédécesseur ni successeur - sera construit en 1995 à un seul exemplaire.
- Van Hool A300 : autobus standard 2/3 portes avec moteur au centre - succède indirectement l'A500 puis sera suivi par le NewA300 - sortie depuis 1991 et arrêté en 2001.
- Van Hool A320 : autobus standard 2/3 portes avec moteur à l'arrière - succède à ? puis sera suivi par le NewA320 - sortie depuis 1996 et arrêté en 2001.
- Van Hool A360 : autobus standard 2 portes avec moteur à l'arrière - succède indirectement à l'A600 puis sera suivi par le NewA360 - sortie depuis 1995 et arrêté en 2001.
- Van Hool A330 : autobus standard 2/3 portes avec moteur à l'arrière - succède à ? puis sera suivi par le NewA330 - sortie depuis 1997 et arrêté en 2001.
- Van Hool A500 : autobus standard 2/3 portes avec moteur au centre, il aura 3 versions différentes - succède à l'A280 puis sera suivi indirectement par l'A300 - sortie depuis 1989 et arrêté en 1998.
- Van Hool A600 : autobus standard 2 portes avec moteur à l'arrière, il aura 2 versions différentes - succède à l'A120 puis sera suivi par le NewA600 - sortie depuis 1992 et arrêté en 2001.
  - Van Hool Linea : autobus standard 2 portes avec moteur à l'arrière, identique à l'A600 - succède à l'A120 puis sera suivi par le NewA600 - sortie depuis 1992 et arrêté en 1999.
- Van Hool AG300 : autobus articulé 3/4 portes avec moteur au centre - succède indirectement l'AG280 et sera suivi par le NewAG300 - sortie de 1993 à 2004.
- Van Hool AG500 : autobus articulé 3/4 portes avec moteur au centre - succède indirectement l'AG280 et sera suivi indirectement par le NewAG300 - sortie de 1996 à 2001.
- Van Hool AG700 : autobus articulé 3 portes avec moteur à l'arrière - succède l'AG280 et sera suivi indirectement par le NewAG300 - sortie de 1991 à 1997.
- Van Hool AG900 : autobus articulé 3 portes avec moteur à l'arrière, plancher haut - succède indirectement l'AG280 et n'a pas de successeur direct - sortie en 1992 uniquement.
- Van Hool AGG300 : autobus bi-articulé 4/5 portes avec moteur au centre - n’a aucun prédécesseur et sera suivi par le NewAGG300 - sortie de 1998 à 2001.

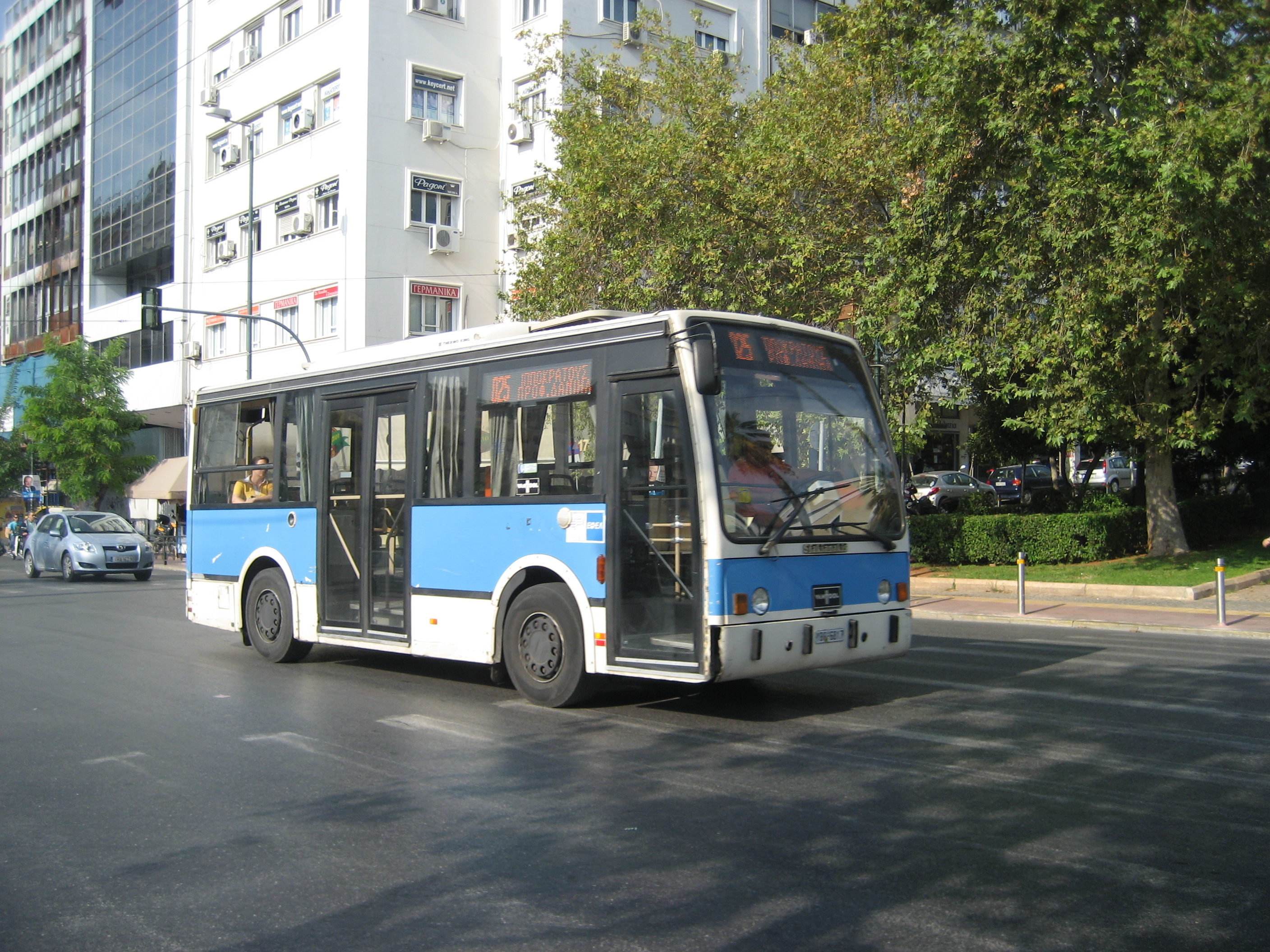
A507
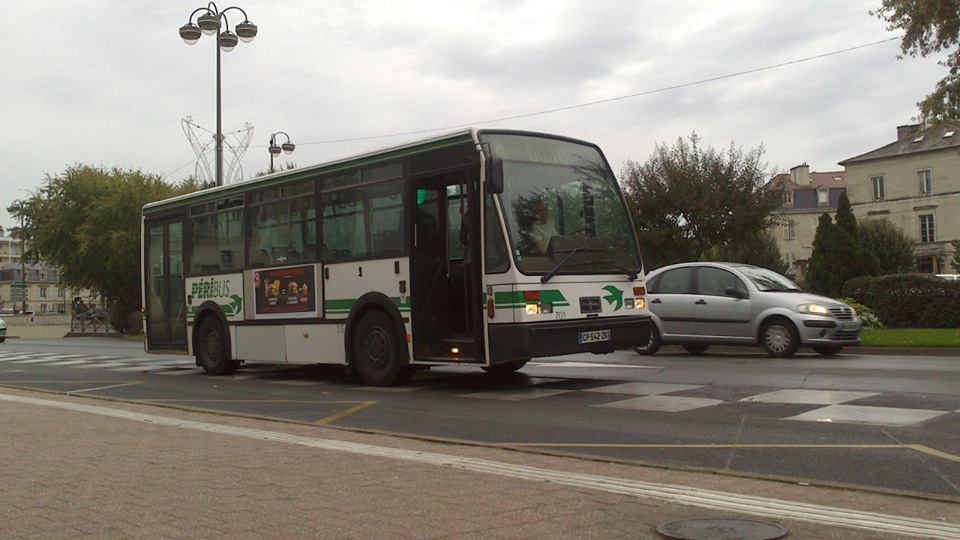
A508
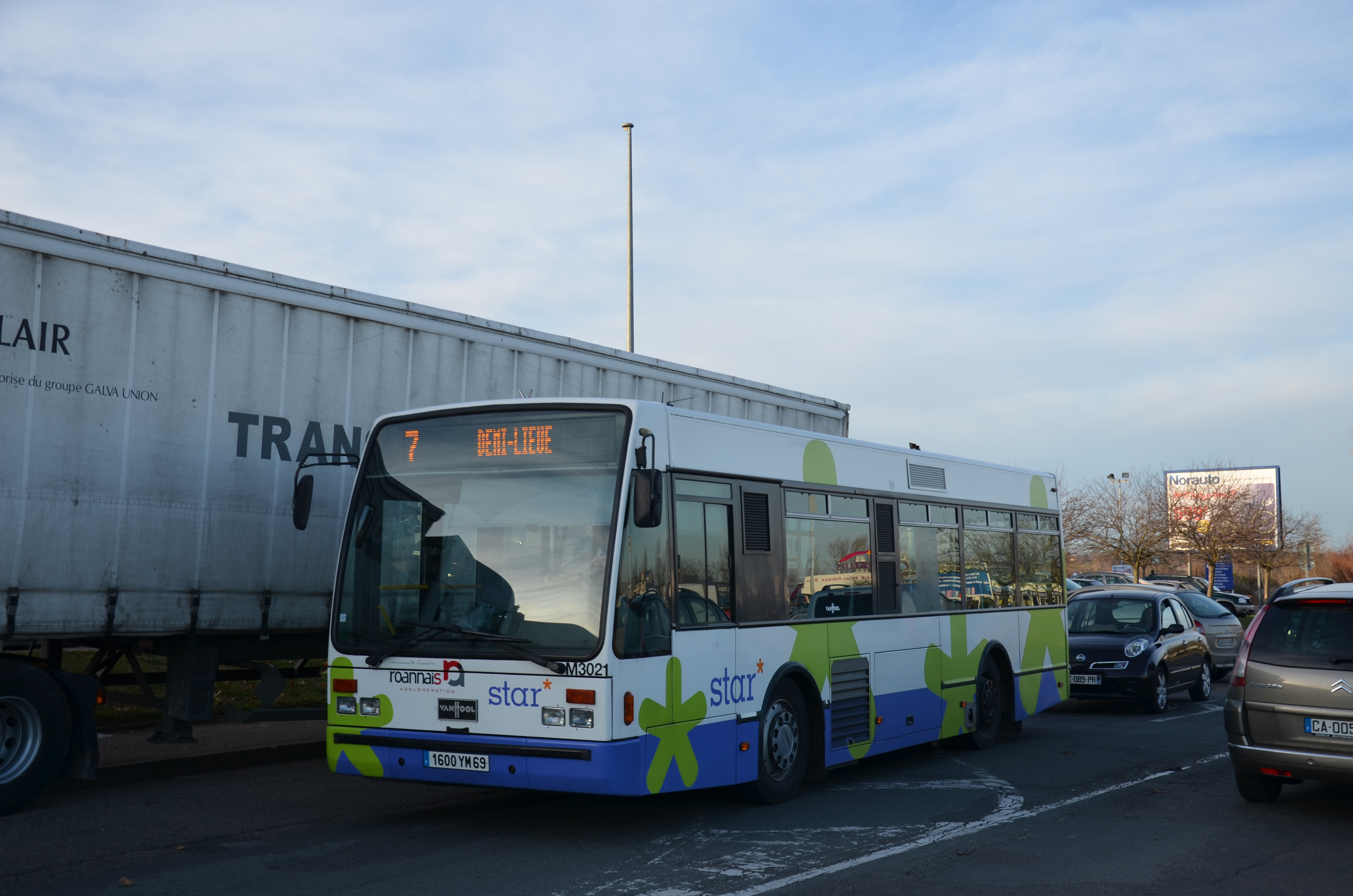
A308
A310
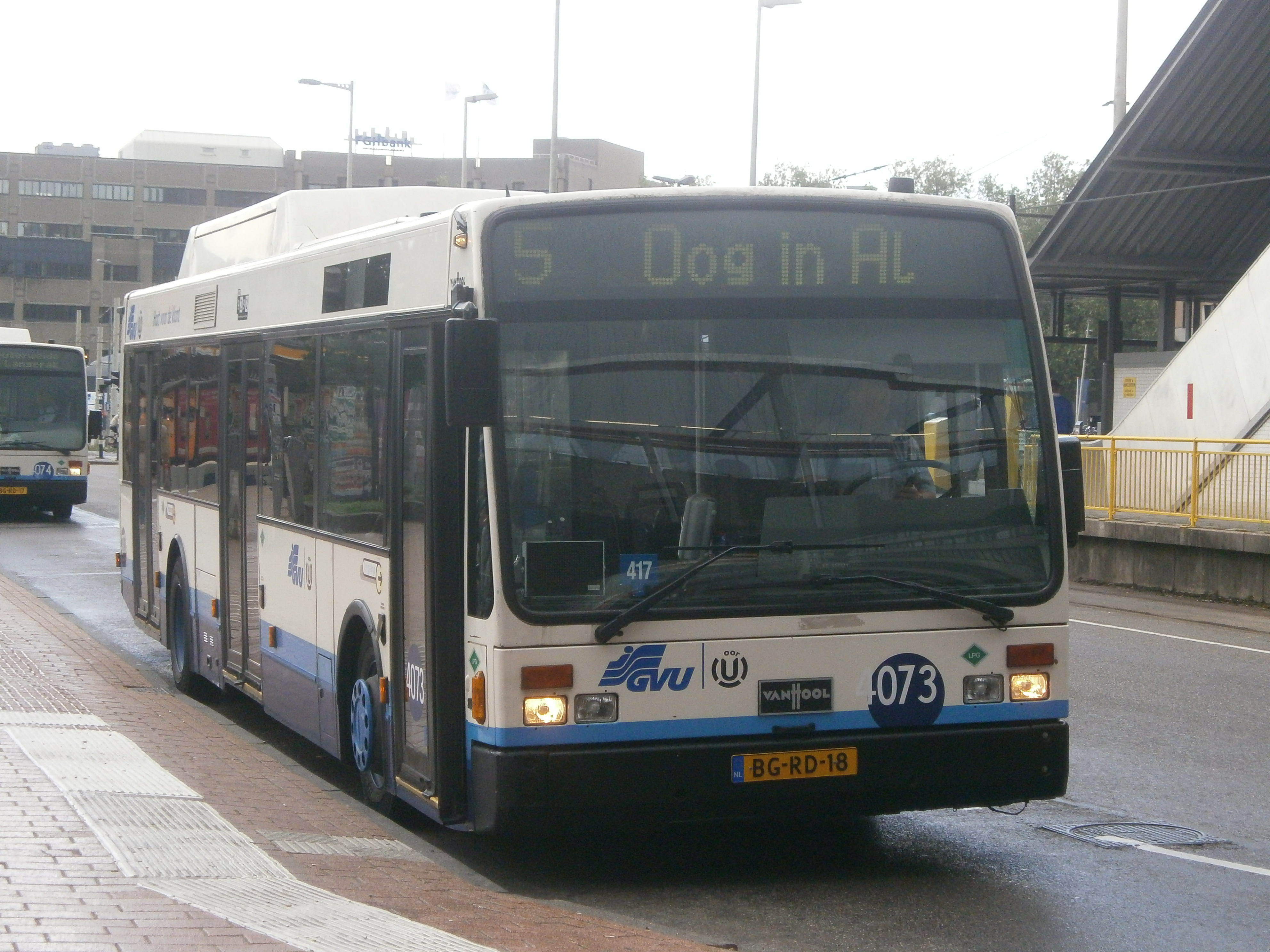
A300
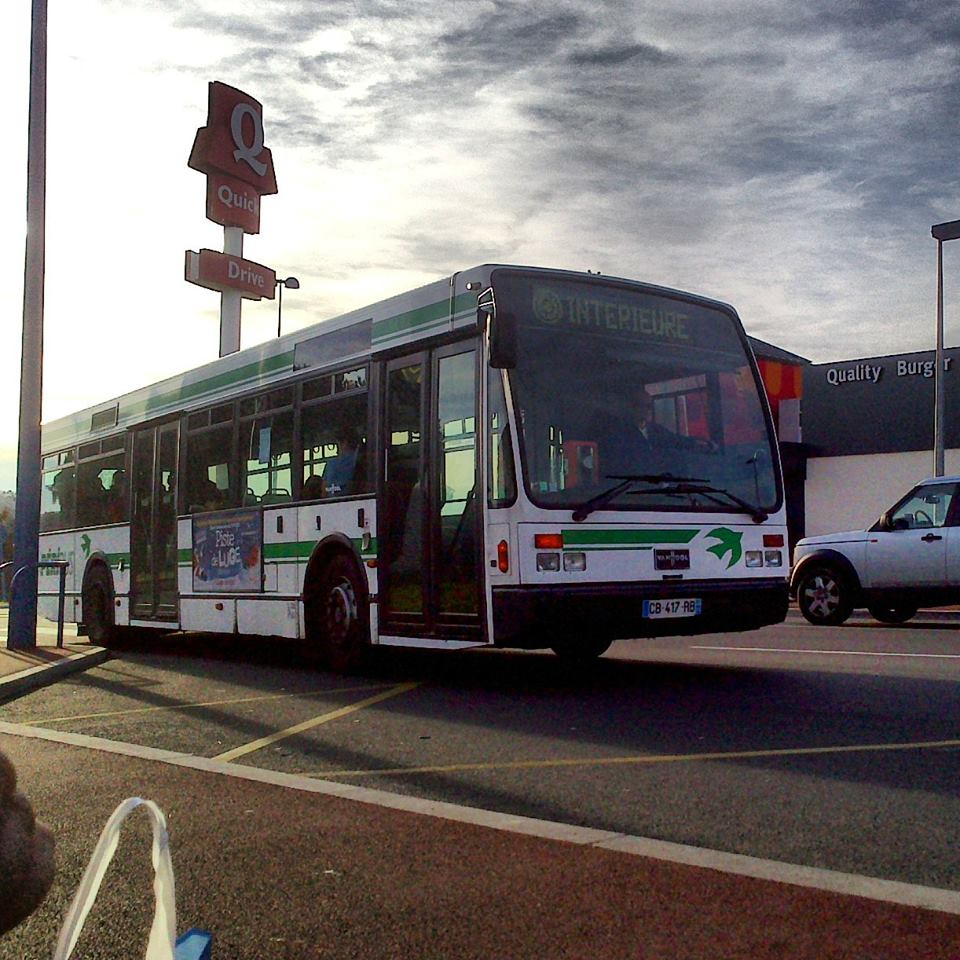
A320
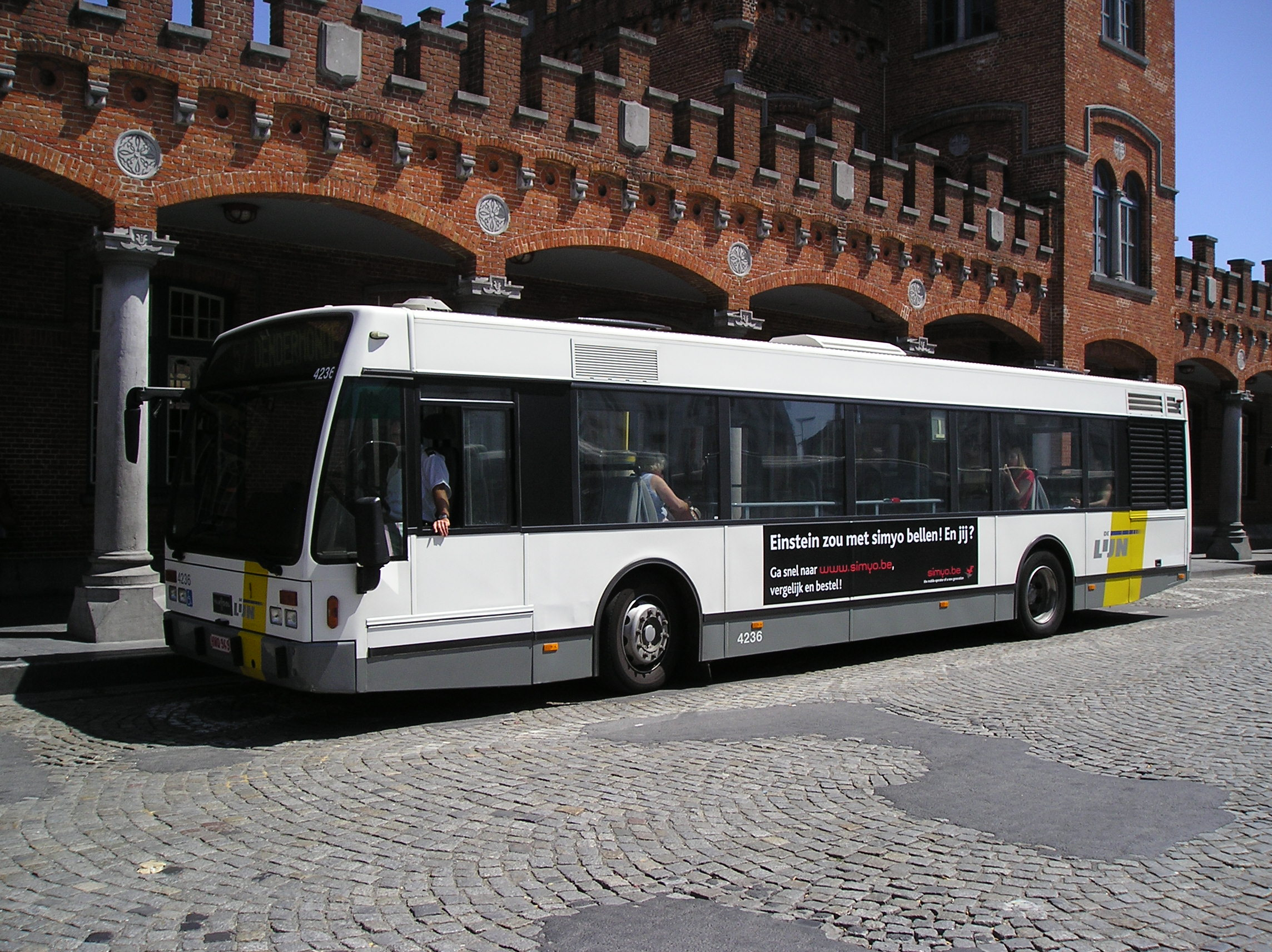
A360
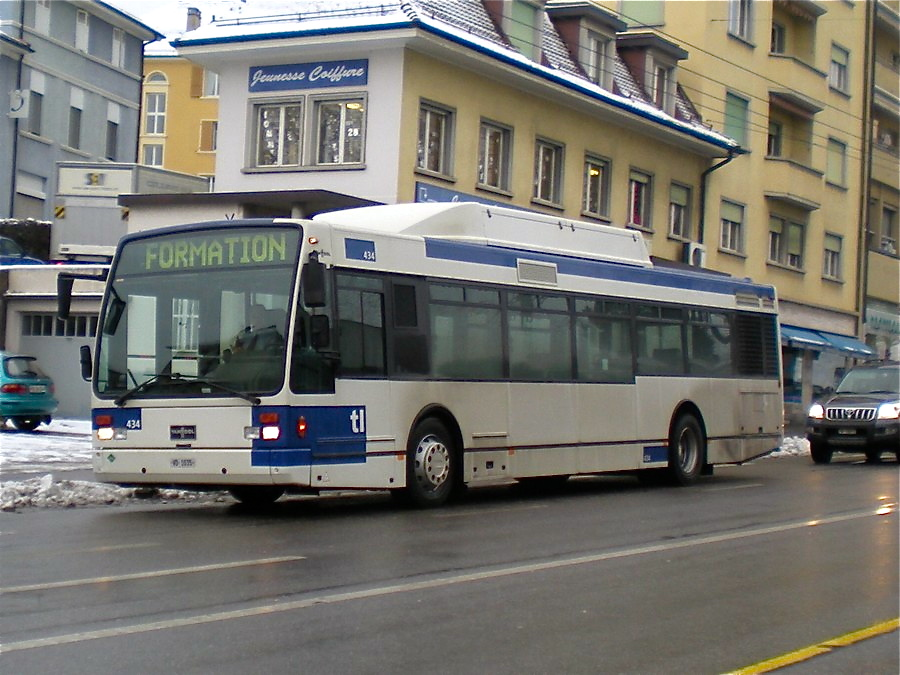
A330
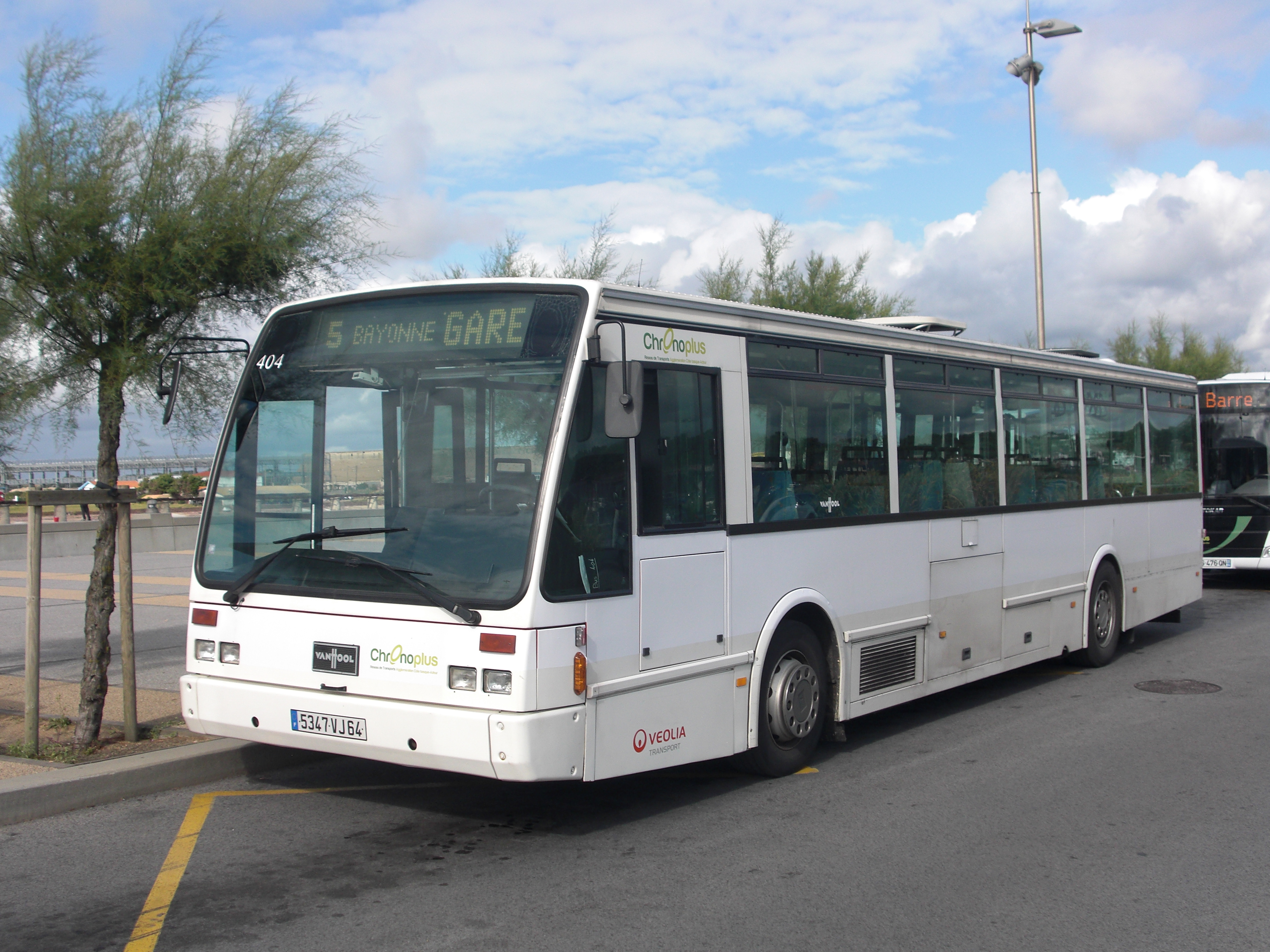
A500
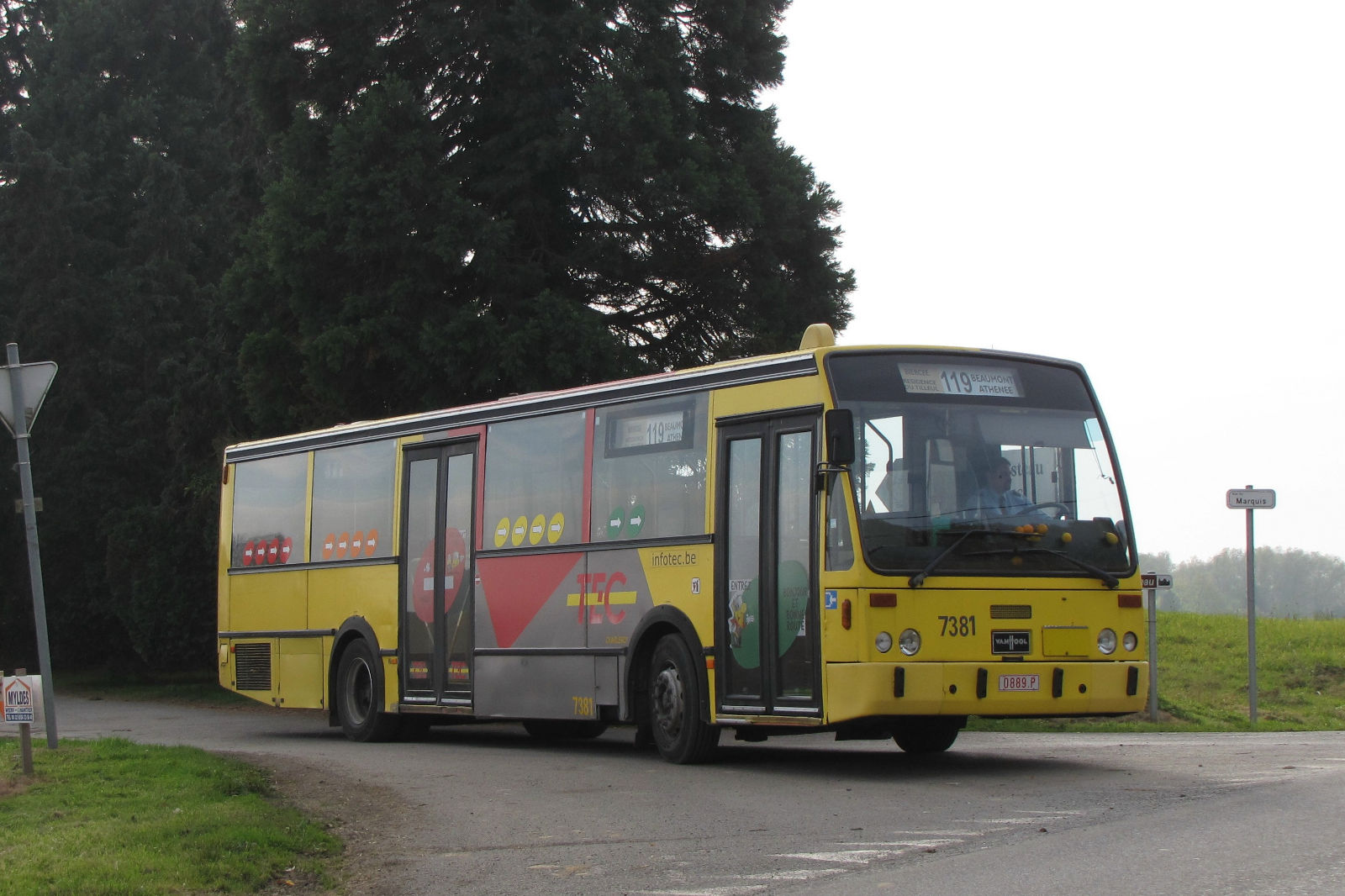
A600
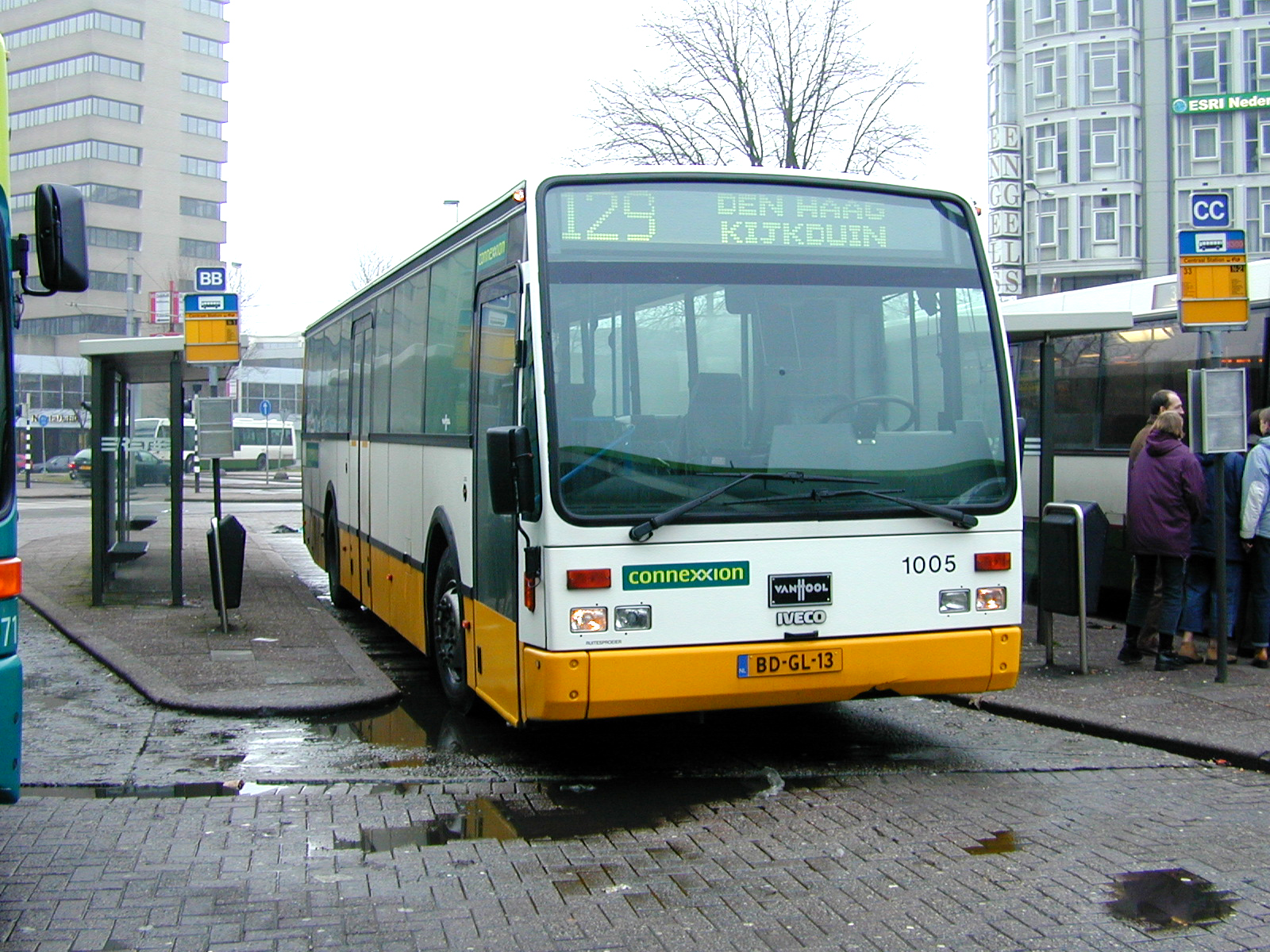
Linea
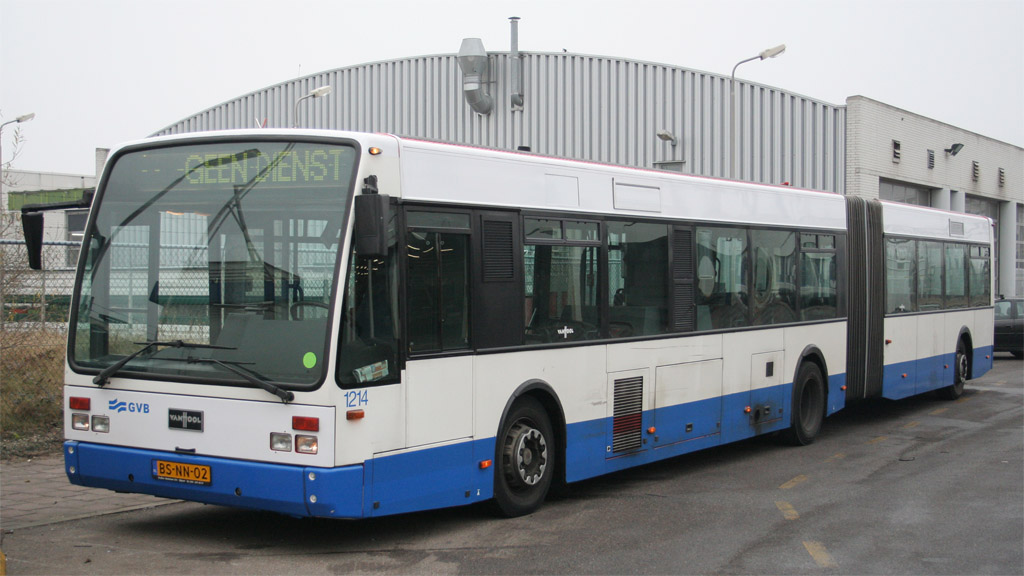
AG300
AG500
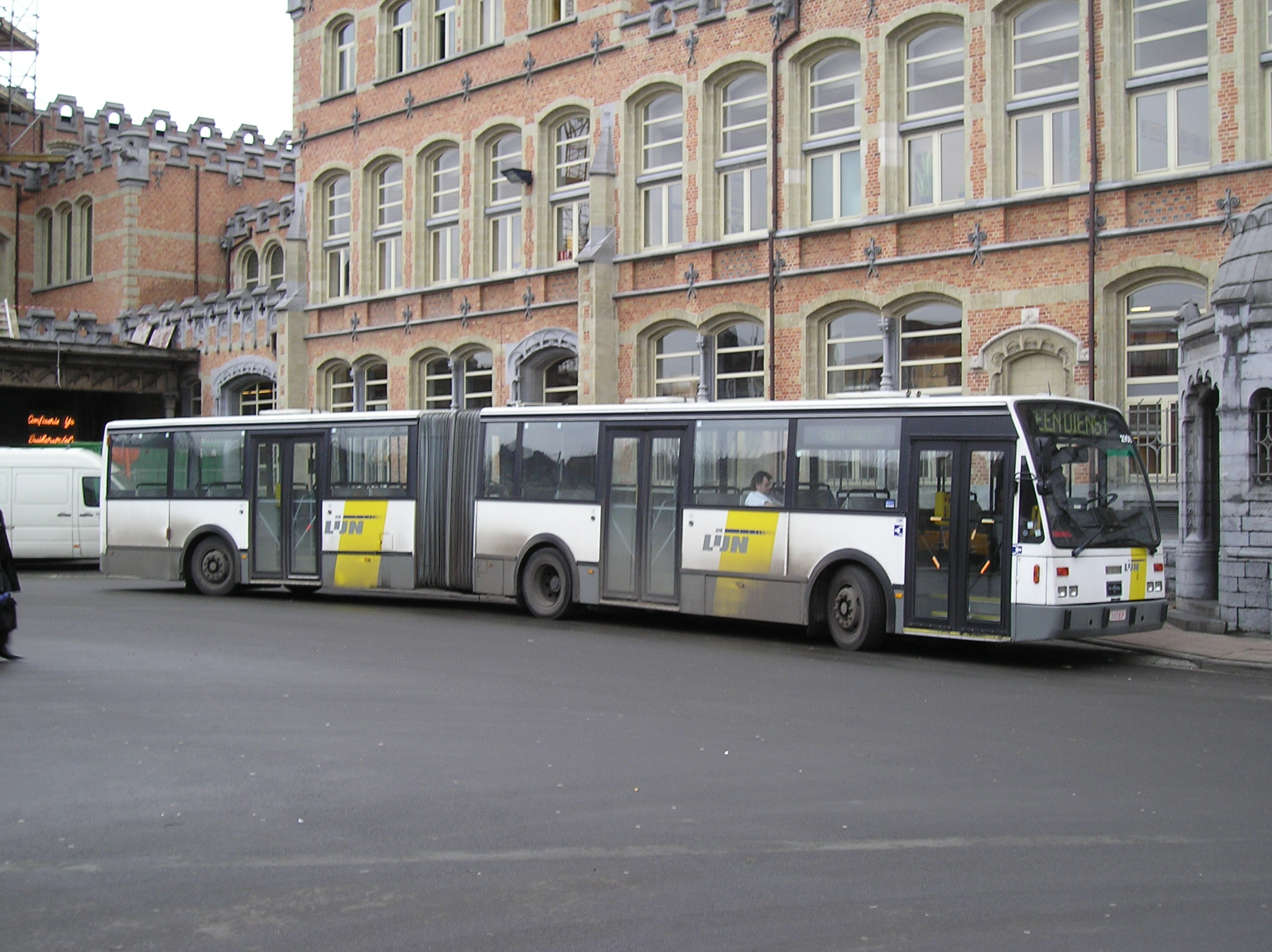
AG700
AG900
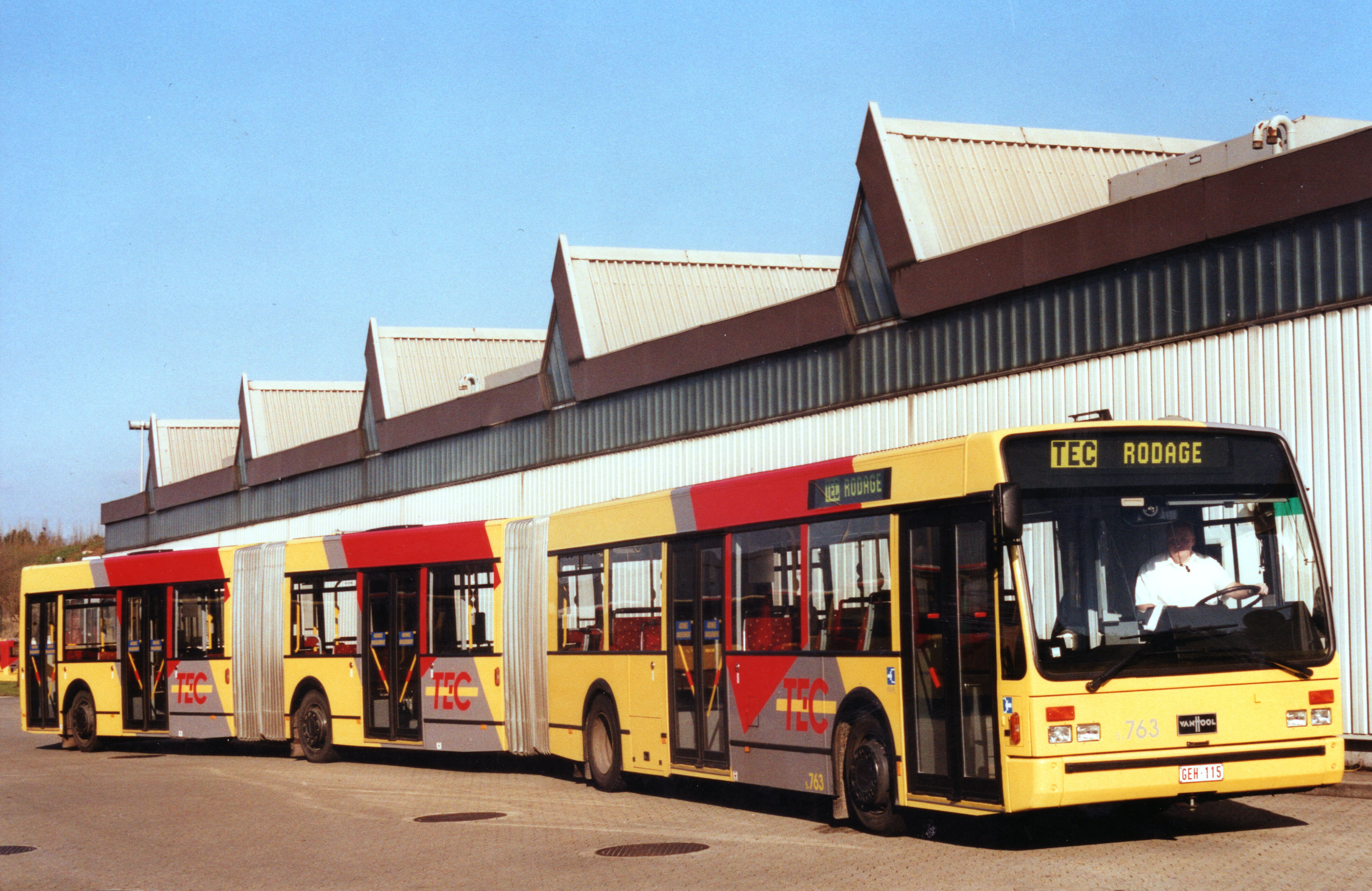
AGG300

#### Youngtimer (entre 1970 et 1990)
- Van Hool AM500 : midibus prototype de l'A508 - succède l'AU138 et sera remplacé par Van Hool A508 - sortie de 1988 à 1990.
- Van Hool AU138 : midibus 2/3 porte avec moteur au centre - succède le 314 et sera remplacé par les AM500 & Van Hool A308/A309 - produit entre 1981 et 1982.
- Van Hool A280 : autobus standard à plancher plat et 3 portes, produit de 1985 à 1988. Succède à l'A120 et sera le précurseur de l'A500 - produit de 1985 à 1988.
- Van Hool A120/A120P : autobus standard 2/3 portes - succède à l'AI 119, l'A600, le Linea et donnera également naissance à l’A280 - produit de 1979 à 1991.
- Van Hool AU124 : autobus urbain 2 portes.
- Van Hool AI 119 : autobus interurbain 2 portes - succède à l'AI 114 X et sera remplacé par l'A120 - produit de 1973 à 1977.
- Van Hool AI 114 X : autobus interurbain 2 portes - sera remplacé par l'AI 119 - produit à partir de 1972.
- Van Hool AG280 : autobus articulé - produit de 1979 à 1991.

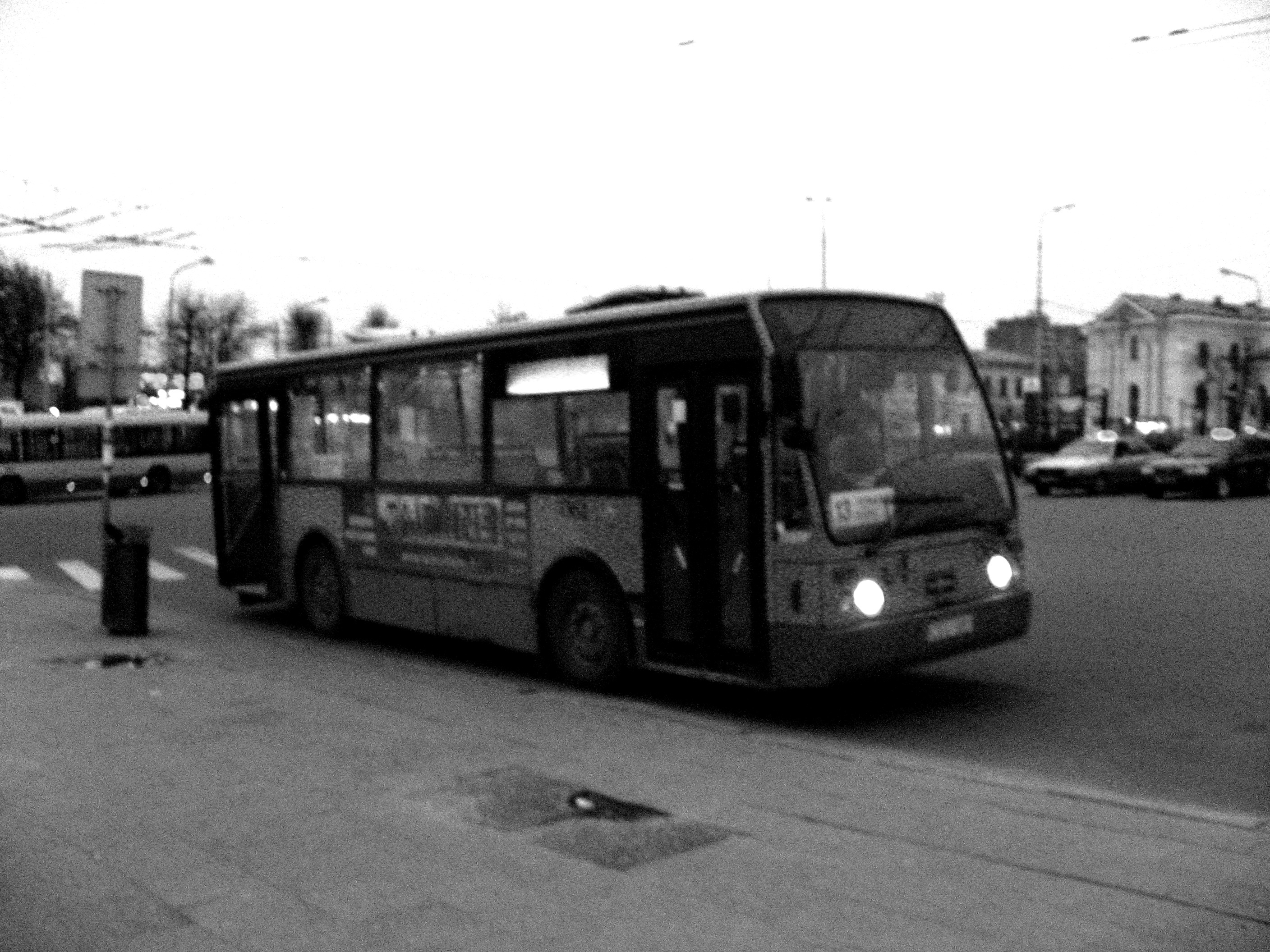
AM500
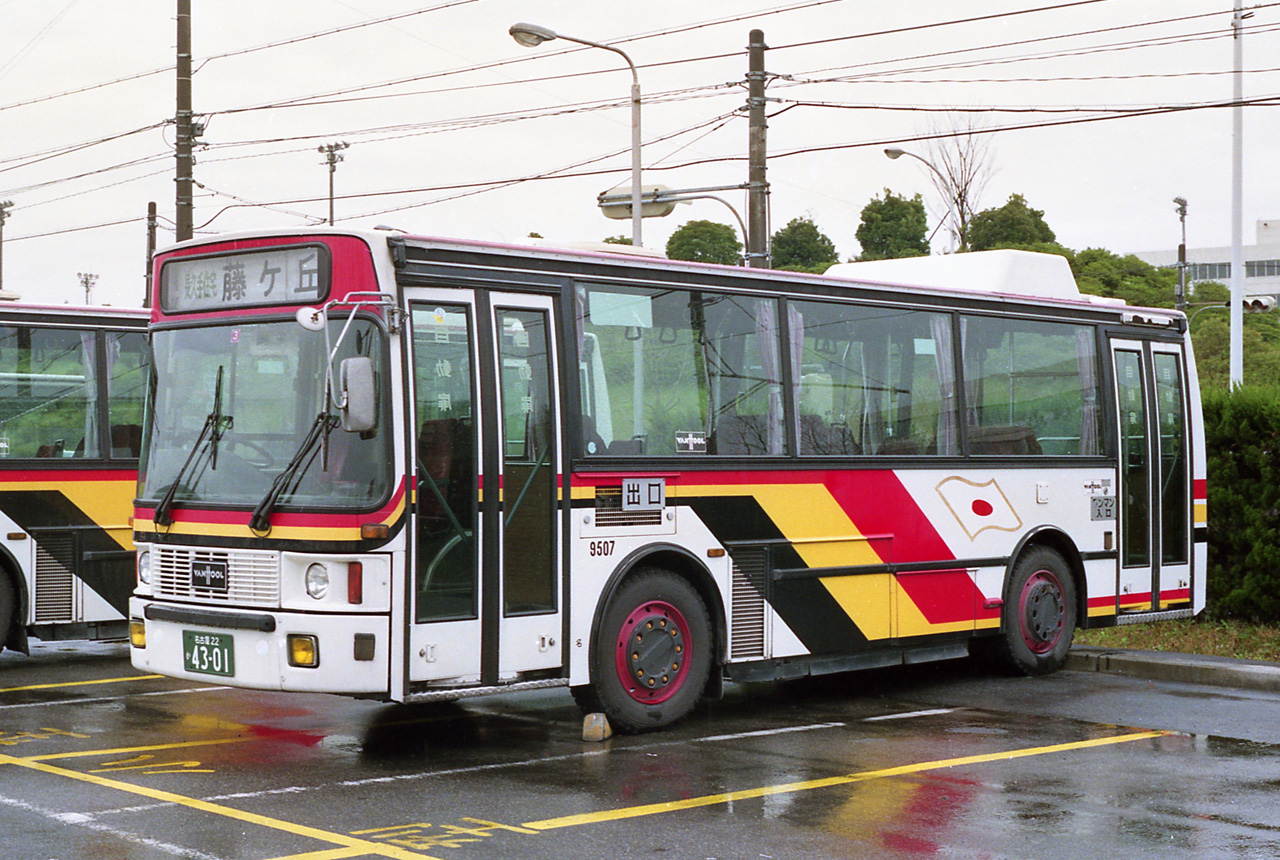
AU138
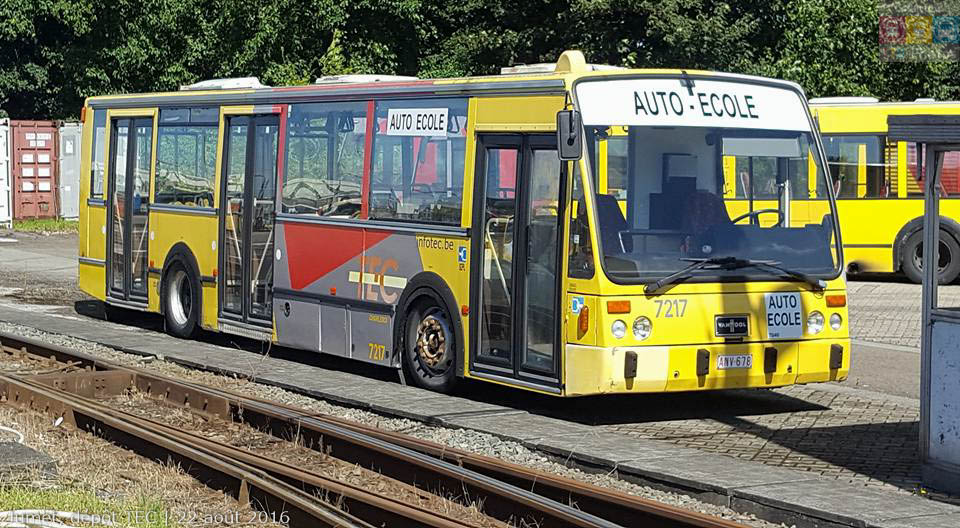
A280
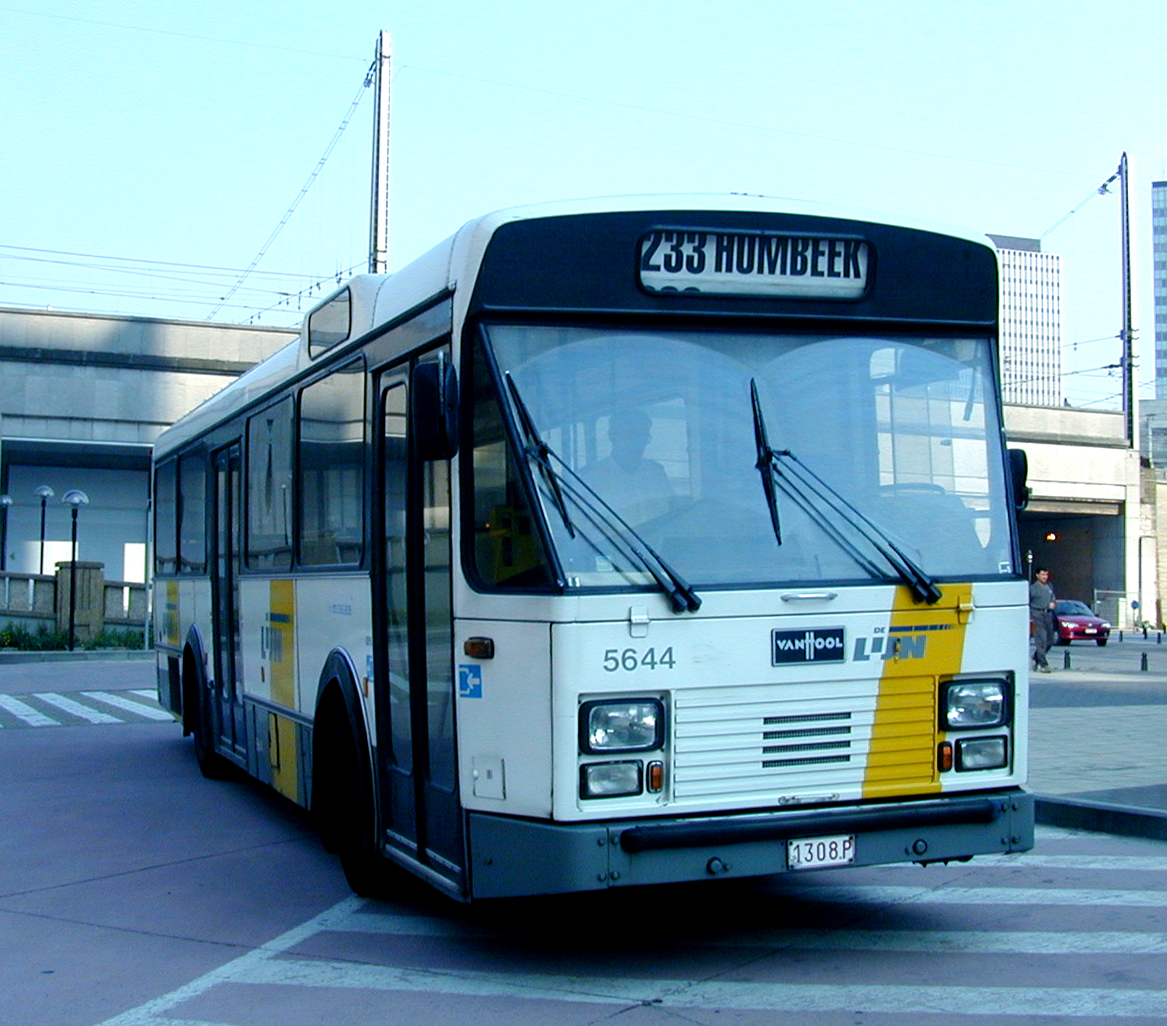
A120
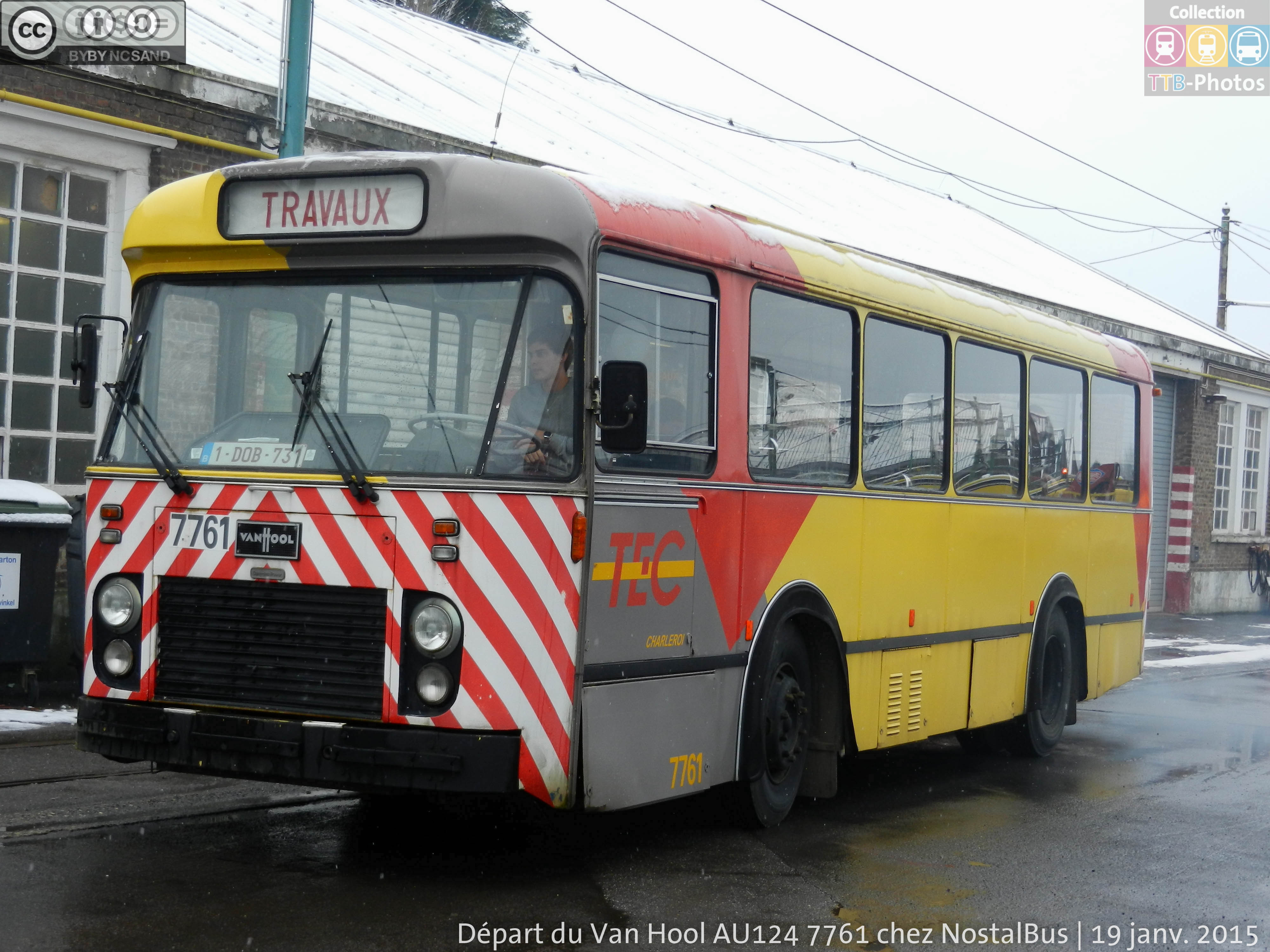
AU124
AI 114 X
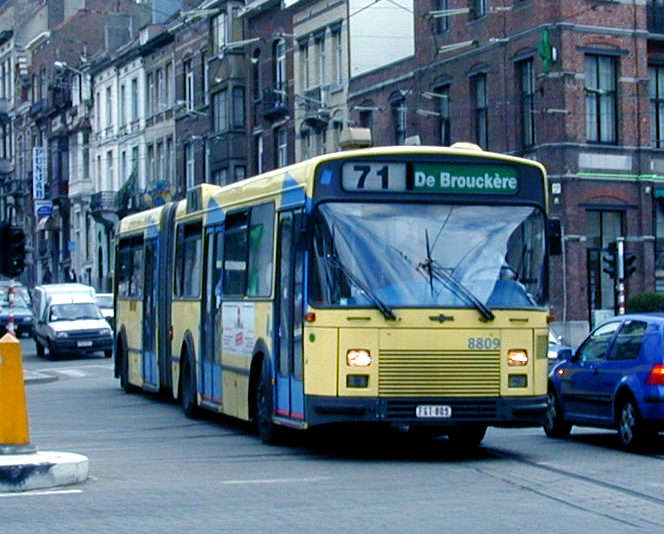
AG280

#### Oldtimer (entre 1950 et 1970)
Lors de sa création, la société Van Hool ne réalisait que des carrosseries, habillant des châssis achetés à des constructeurs. Pour développer son entreprise, Bernard Van Hool (05.03.1902 / 06.03.1974) cherche une alliance avec un grand constructeur d'autobus et autocars qui pourrait lui fournir les composants mécaniques et les licences de fabrication. Après avoir visité les usines Fiat à Turin et y avoir envoyé ses ingénieurs du bureau d'études, il signe, le 15 février 1957, un accord commercial et industriel avec Fiat V.I. pour la fourniture de moteurs et pièces mécaniques (boîtes de vitesses, essieux etc.). Avec cet accord, il fait passer la société Van Hool du statut de carrossier à celui de constructeur belge d'autobus et d'autocars à part entière, sous la marque Van Hool-Fiat. Il commence par importer les composants des autocars Fiat 682 qu'il assemble dans son usine avec sa carrosserie puis, obtient la licence pour fabriquer le camions Fiat 619. Fiat lui délivrera les licences pour de nombreux modèles d'autobus et autocars qu'il commercialisera tous sous la marque Van Hool-Fiat.
- 1957/63 - Van Hool-Fiat 682 - autocar et autobus
- 1962/66 - Van Hool-Fiat 306 & 306 Vistadome - autocar
- 1963/70 - Van Hool-Fiat 420 - autobus
- 1964/70 - Fiat 619 - camion lourd construit sous licence pour les marchés d'Europe du nord
- 1964/70 - Van Hool-Fiat 340 - autobus
- 1960/80 - Van Hool-Fiat 314 - autocar midi 3 séries
- 1965/74 - Van Hool Fiat 625 - autocar midi
- 1964/70 - Van Hool Fiat 320 - autobus
- 1971/ ? - Van Hool-Fiat 410 - autobus
- 1972/77 - Van Hool Fiat 440 - autocar
- 1971/76 - Van Hool-Fiat 308 - autocar
- 1973/?  - Van Hool Fiat 409 - autobus
- 1974/80 - Van Hool-Fiat 329 - camping car sur châssis camion
- 1978/81 - Van Hool-Fiat 700 - 720 - 740 - 750 Alizée - autocars
- 1978/81 - Van Hool-Fiat S315 - autocar midi

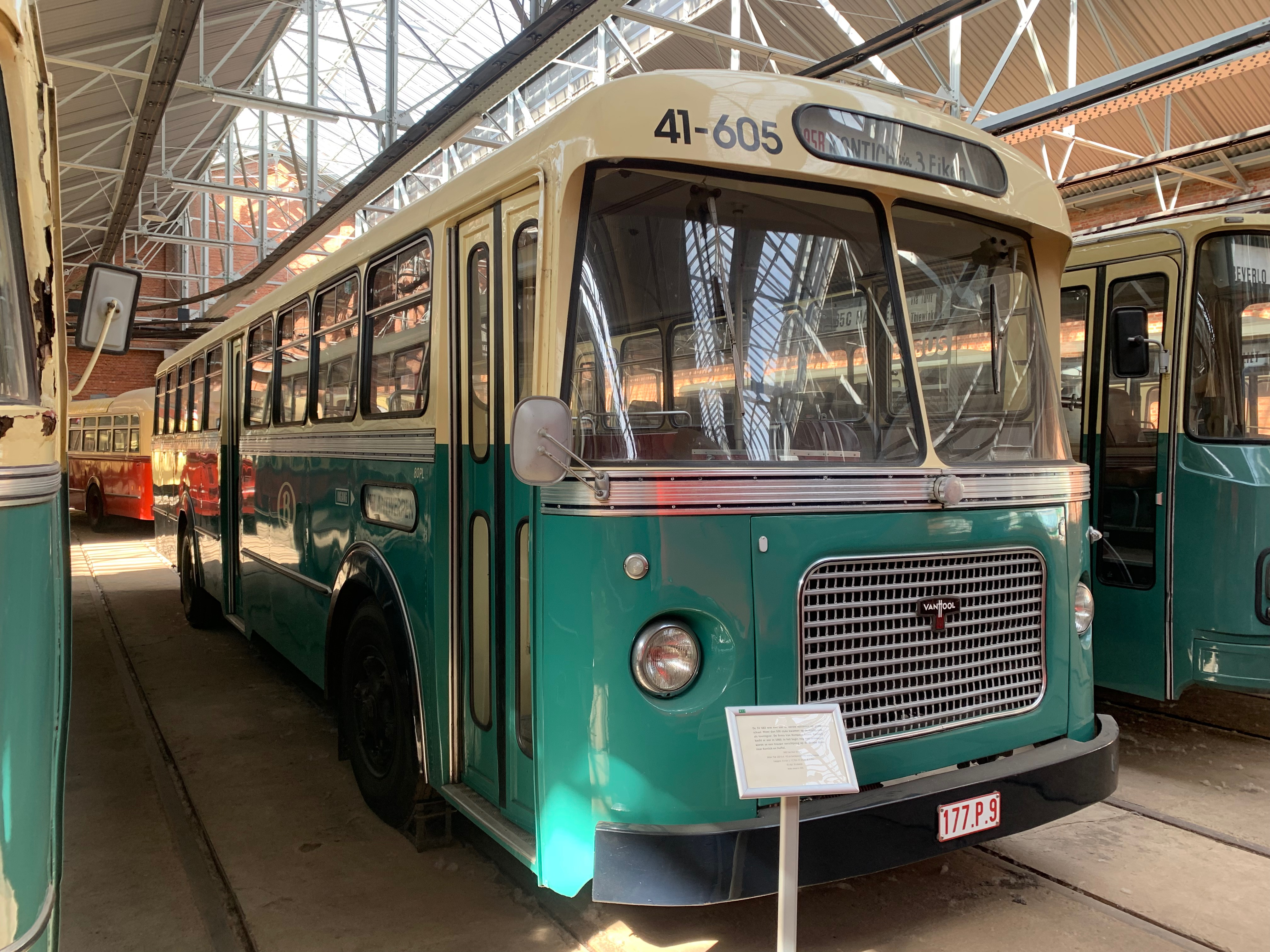
Van Hool-Fiat 682
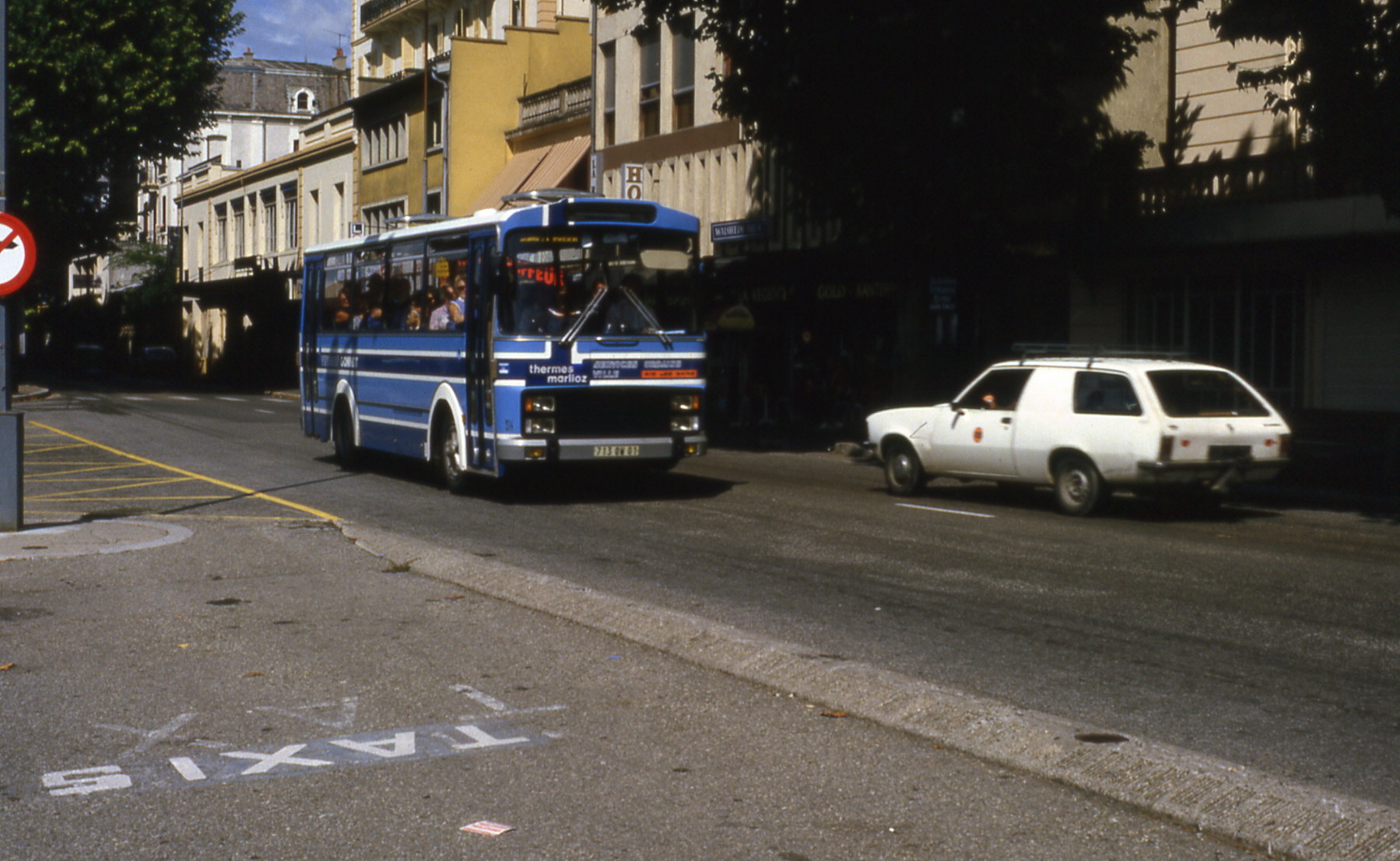
Van Hool-Fiat 314
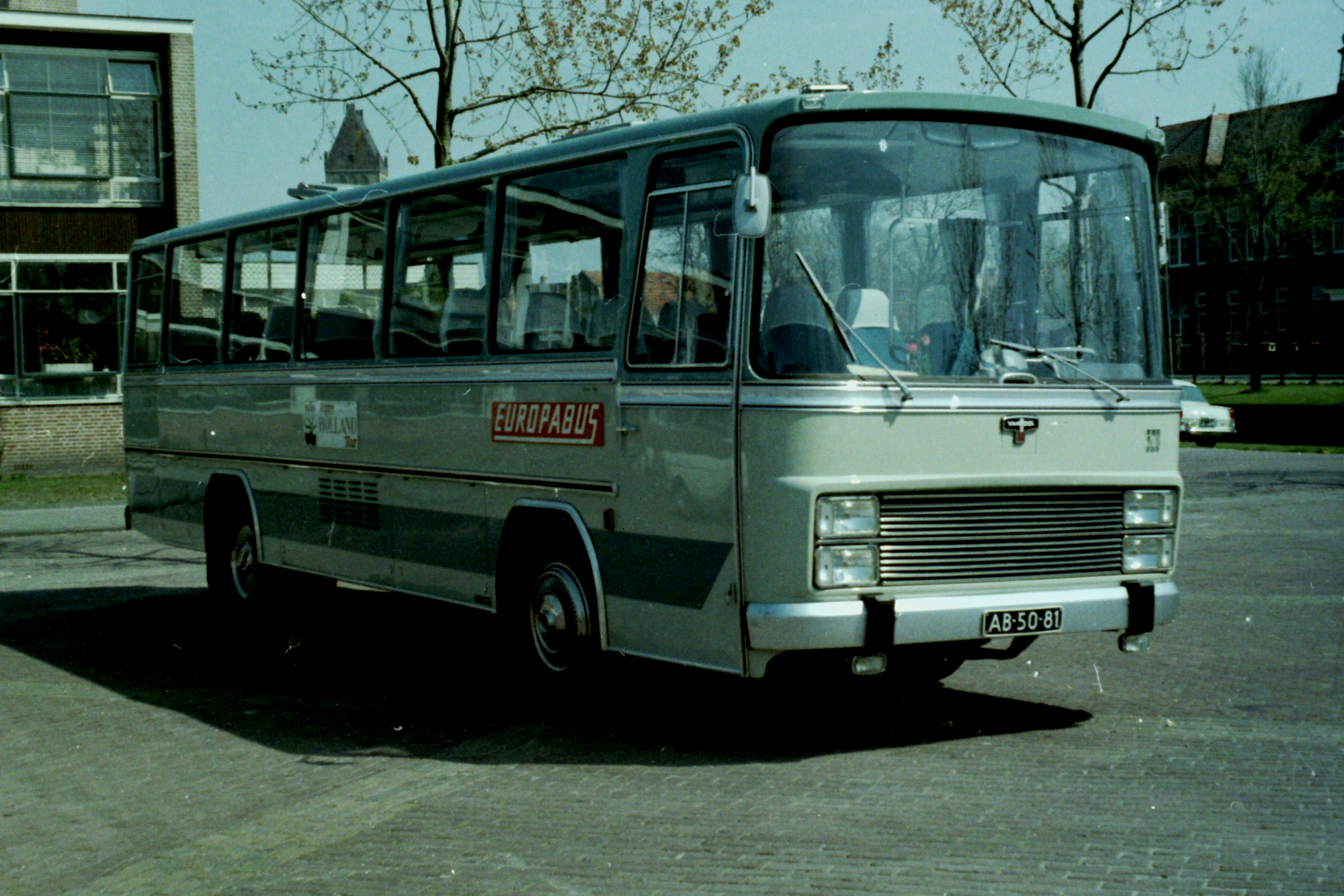
Van Hool-Fiat 320
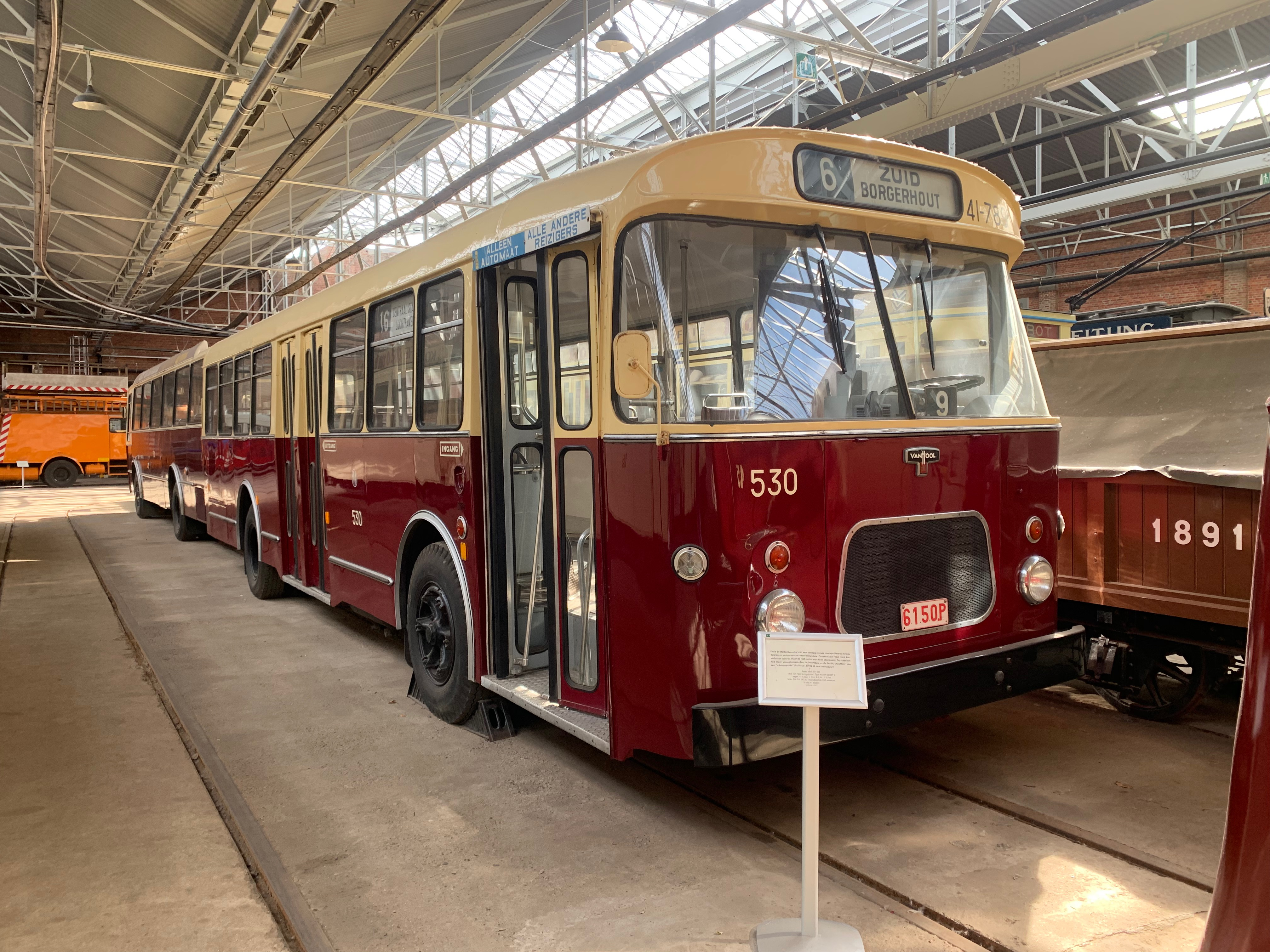
Van Hool-Fiat 420 HA
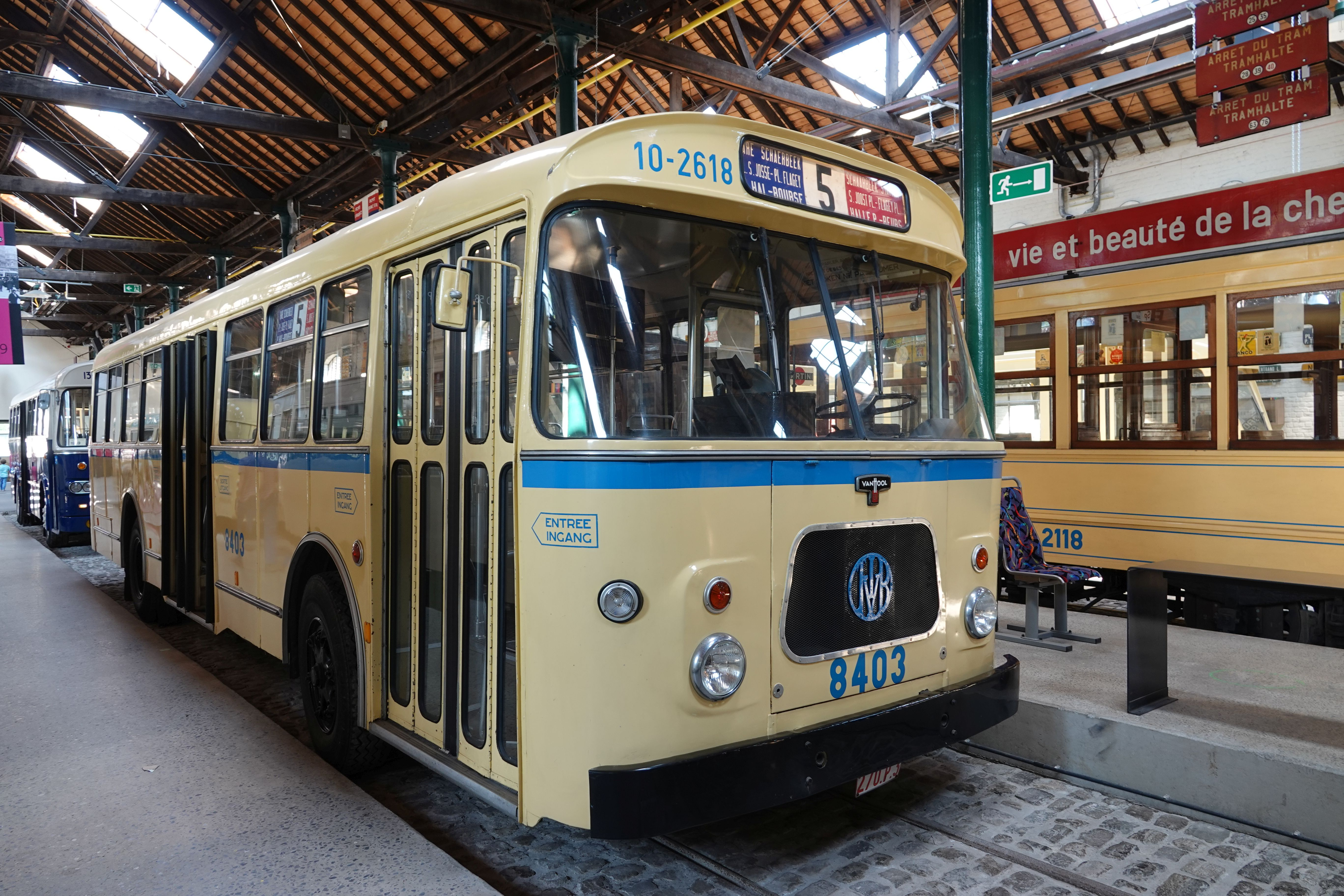
Van Hool-Fiat 420 HA St2
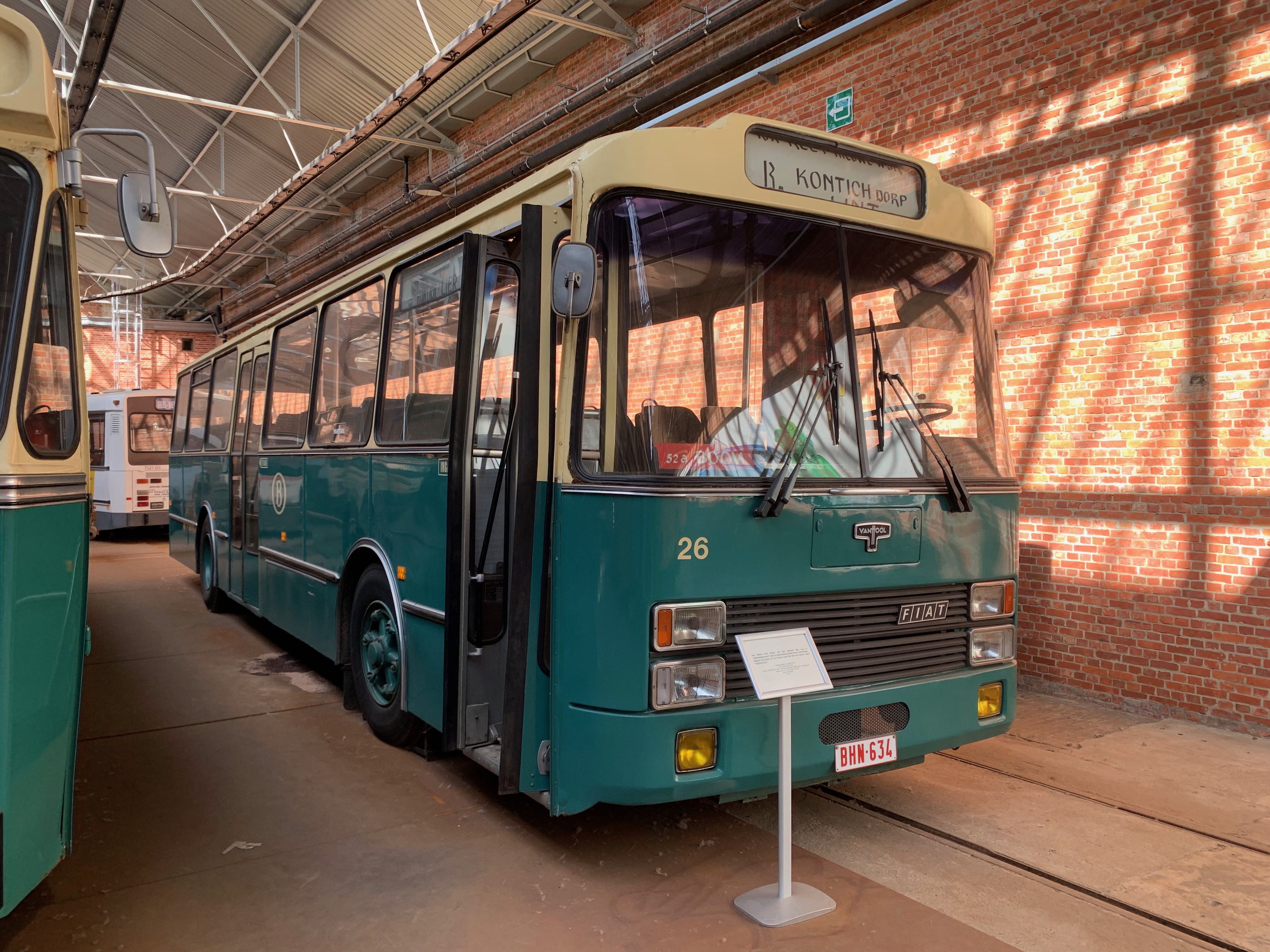
Van Hool-Fiat 440
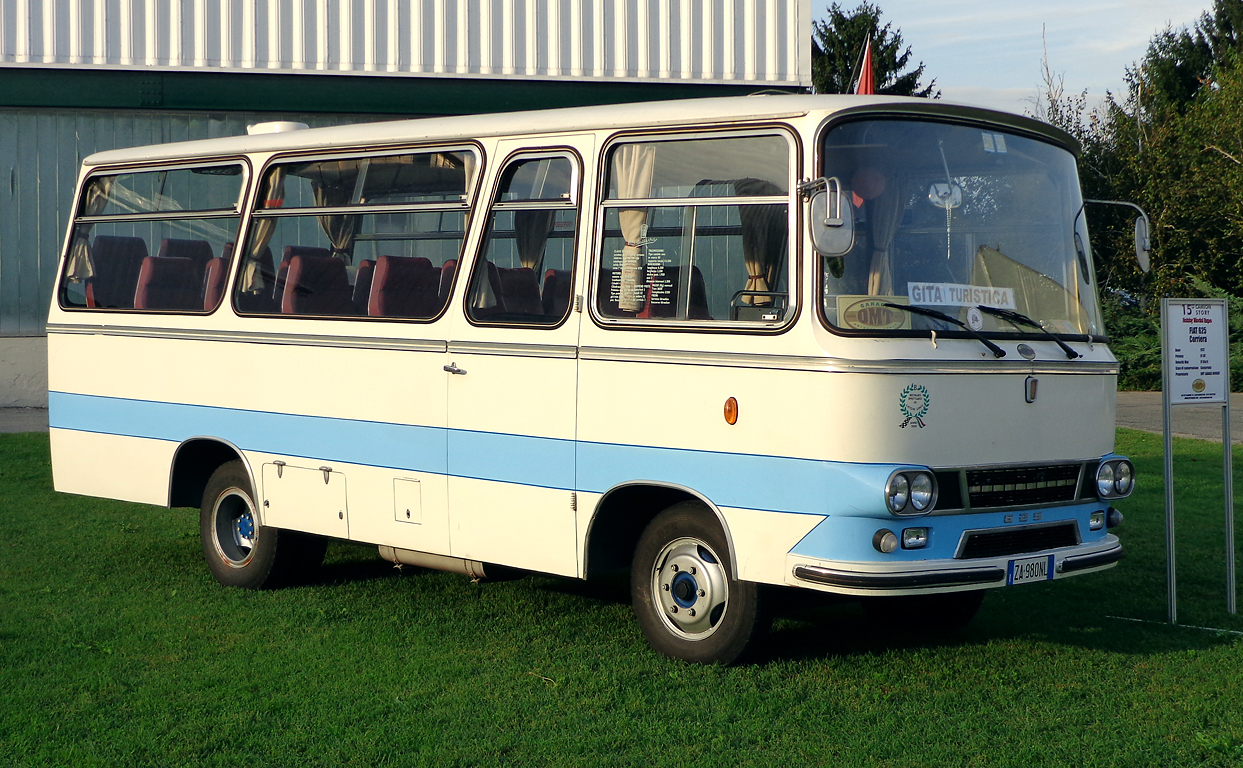
Van Hool-Fiat 625

### Trolleybus

#### Modèles actuels
Cette liste comprend tous les trolleybus neufs de la marque.
- NewAG300 Trolleybus : version trolleybus du NewAG300.
  - Van Hool ATM 700 : version spécifique du trolleybus NewAG300.
- Van Hool ExquiCity : trolley articulé et bi-articulé 4 portes - n'a aucun prédécesseur ni successeur - sortie depuis 2011.

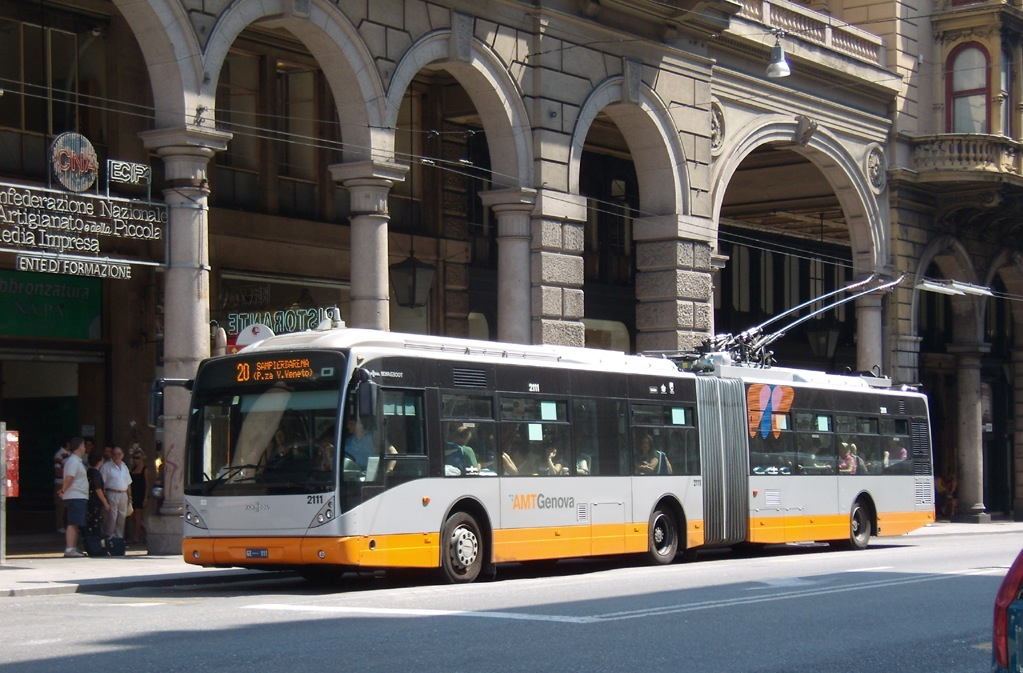
NewAG300 Trolleybus
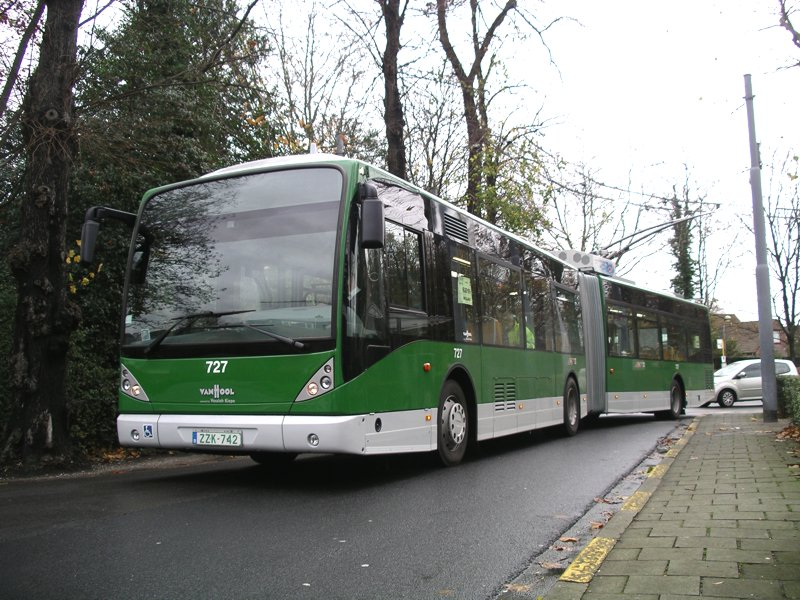
ATM 700
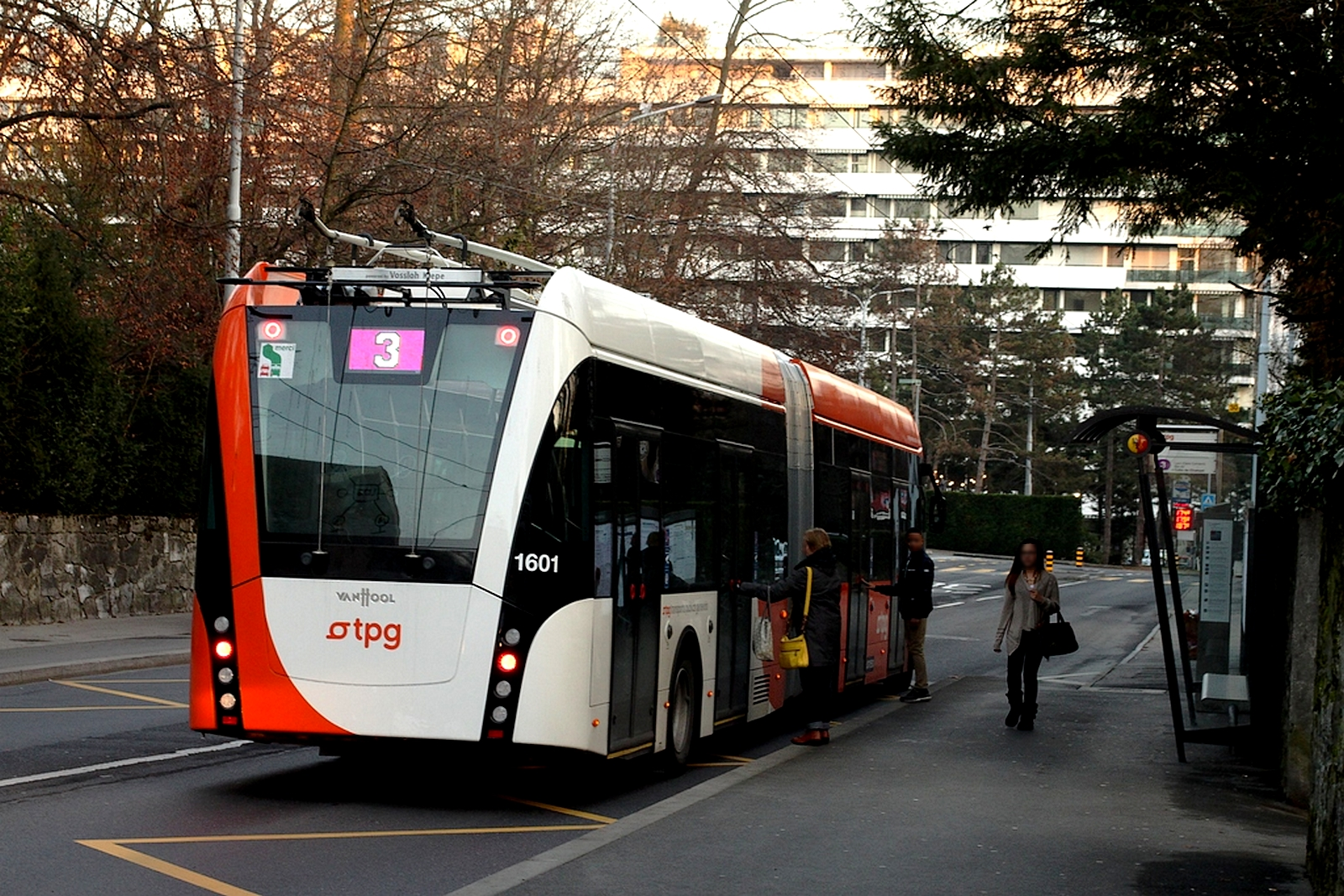
ExquiCity

#### Modèles anciens
Cette liste comprend tous les trolleybus plus commercialisés de la marque.
- Van Hool AG300 T : version trolleybus de l'AG300.
- Van Hool AG280 T : version trolleybus de l'AG280.

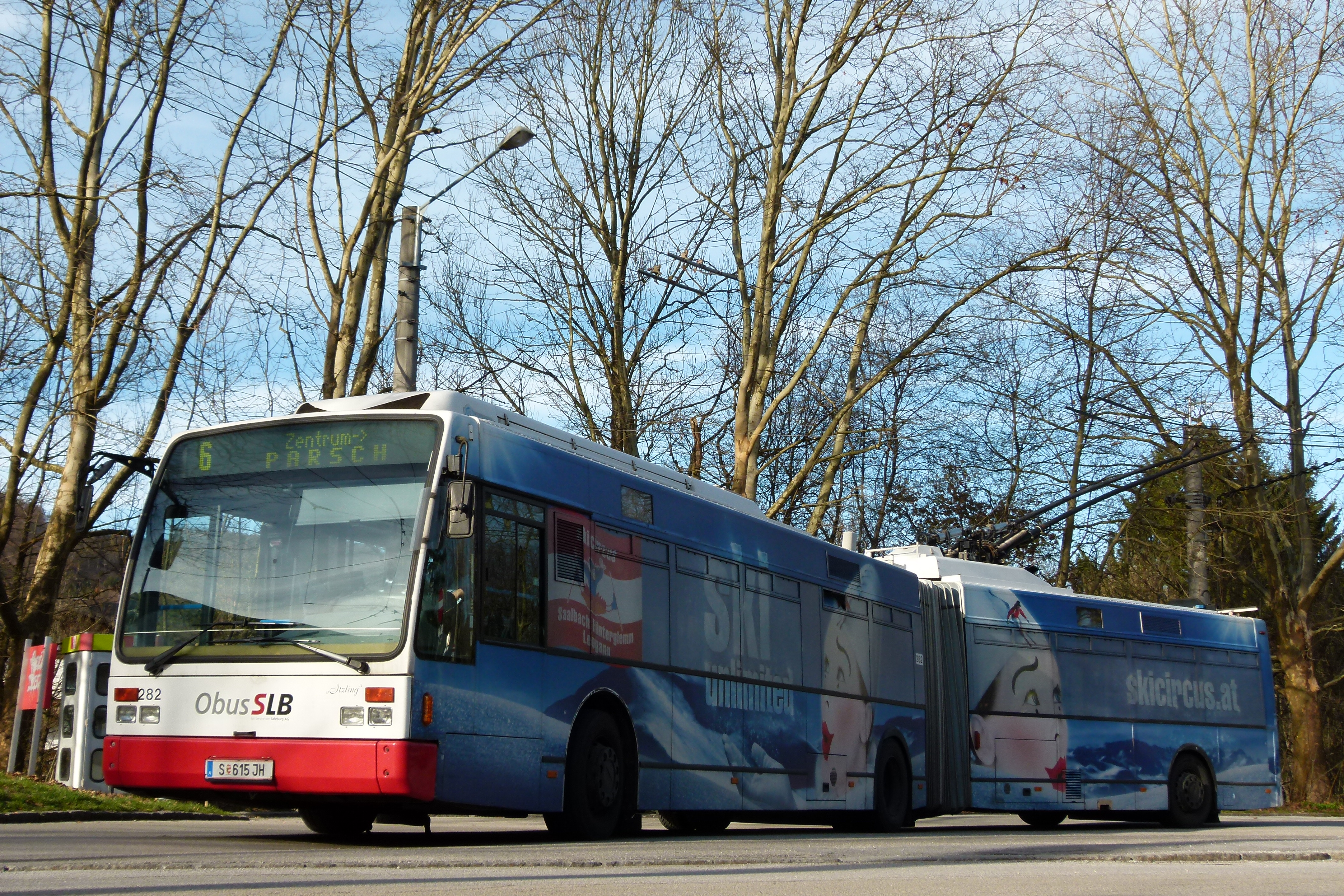
AG300 T
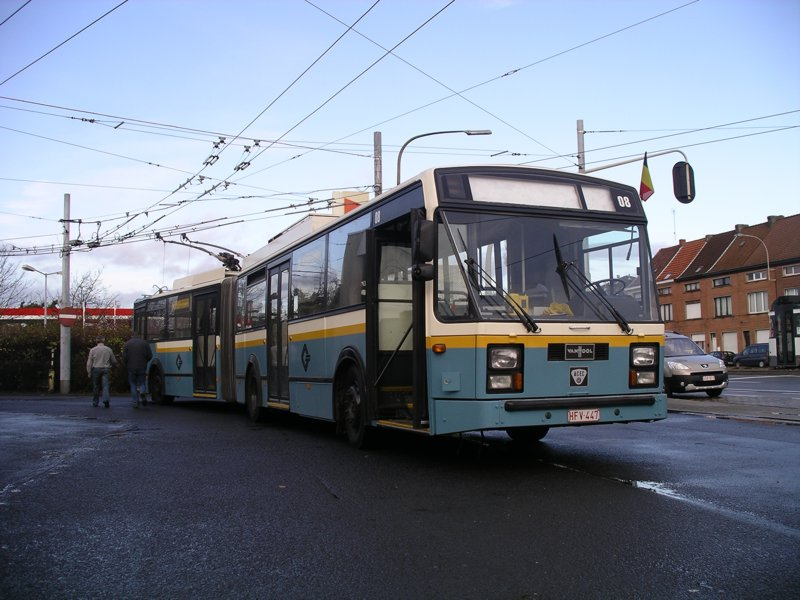
AG280 T

### Autocars

#### Modèles actuels
Cette liste comprend tous les autobus neufs de la marque.
- Van Hool EX : sortie depuis 2014.
- Van Hool TX :

- EX
- EX 17 H

#### Anciens autocars Van Hool-EOS
- EOS 90
- EOS 180
- EOS 200

#### Anciens autocars Van Hool-Fiat
Le 15 février 1957 Van Hool signe un accord commercial Fiat V.I. pour construire sous licence des véhicules intégraux (ou autoportants) en y intégrant des moteurs et autres composants mécaniques Fiat (boîte de vitesses, axes, volant). Grâce à Fiat, Van Hool va passer de simple carrossier à constructeur belge à part entière d’autobus et d’autocars, qui portent la marque "Van Hool-Fiat". Van-Hool devient également constructeur sous licence des camions FIAT et importateur pour la Belgique et le Luxembourg et pour cela, fonde la filiale Catrabel. Un nombre important de camions Fiat 682 et Fiat 619 sont produits pour les marchés d'Europe du Nord. Les produits Van Hool-Fiat ont beaucoup de succès, déjà en août le 100e autobus Van Hool-Fiat est livré et en juillet 1961 le cap des 500 autocars Van Hool-Fiat est dépassé.
En 1981, Van Hool met fin à sa collaboration avec Fiat V.I.. Le statut de constructeur indépendant de Van Hool va s’affirmer davantage. Plus de 10 000 autobus et autocars Van-Hool Fiat ont été fabriqués :
- Van Hool Fiat 682 (1956)
- Van Hool Fiat 306 (1958)
- Van Hool Fiat 308
- Van Hool Fiat 309
- Van Hool Fiat 314
- Van Hool Fiat 320
- Van Hool Fiat 340 (1964)
- Van Hool Fiat 409 (1954)
- Van Hool Fiat 409 AU 9 (1973)
- Van Hool Fiat 440
- Van Hool Fiat 625
- Van Hool Fiat 760
- Van Hool Fiat 809
- Van Hool Fiat 815